# Схеми: корупція в деталях
«Схеми: корупція в деталях» — проєкт журналістських розслідувань та аналітики української редакції Радіо Свобода. У 2020 році проєкту було присуджено міжнародну премію «Вільна преса Східної Європи 2020».
Авторка ідеї, головна редакторка та ведуча програми — Наталія  Седлецька.
Перший випуск програми «Схеми: корупція в деталях» вийшов в ефір 17 липня 2014 року. Нині програма виходить на ютуб-каналі Радіо Свобода, Facebook-сторінці проєкту та в ефірі Суспільного.

## Концепція
Раніше у кожному випуску програми у прізвищах та деталях йшлося про зловживання чиновниками наданою їм владою, статки держслужбовців та конфлікт персональних інтересів із державними, кумівство, розпил, афери та схеми. З початком повномасшатбного вторгнення Росії в Україну журналісти почали розслідуванні воєнні злочини російської армії на окупованих територіях, розповідати про елітне майно російських олігархів у Європі, викривати обхід санкцій ЄС та США російськими компаніями.
Постійні автори розслідувань: журналісти Сергій Андрушко, Георгій Шабаєв, Валерія Єгошина, Кирило Овсяний. Головна редакторка — Наталка Седлецька, редакторка — Кіра Толстякова.

## Резонансні розслідування

### 2014 рік

#### Бетонний завод Яценюка
«Схеми» знайшли в тодішнього прем'єр-міністра України Арсенія Яценюка бетонний завод: чиновник першого рангу мав частку в приватній компанії, а саме в Чернівецькому заводі, що виготовляє залізобетонні конструкції. При цьому, українським чиновникам закон забороняє займатися бізнесом, оскільки це провокує конфлікт інтересів.

#### КамАЗи для Нацгвардії
Журналісти програми «Схеми» з'ясовували, чому в 2014 році Міністерство внутрішніх справ виділило 28 мільйонів гривень на закупівлю для перевезення бійців Нацгвардії 30 КамАЗів — спецтехніки Камського автомобільного заводу, російського підприємства з виробництвом у Набережних Челнах.

#### Генконсул-антимайданівець у Барселоні
Станом на вересень 2014 року українці у Каталонії вже півроку вимагали відкликання Генерального консула України у Барселоні Олександра Хрипунова, який під час Революції гідності дозволив собі доволі образливі висловлювання на адресу протестувальників у Києві: називав їх радикалами з нацистською символікою та ігнорував вимоги місцевого Євромайдану.
Міністр закордонних справ Павло Клімкін періодично обіцяв повернути Хрипунова в Україну. Але той надалі поважне місце під іспанським сонцем. Більше того, Генконсул вважав, що скандальні закони Колесніченка-Олійника від 16 січня були близькими до європейських та не збирався вибачатися за висловлювання періоду Євромайдану.
Після матеріалу «Схем» з'явилася офіційна реакція: речник МЗС повідомив, що міністр Клімкін відкликав скандального генконсула Хрипунова з Барселони.

#### Коломойський і три паспорти
Олігарх та тодішній очільник Дніпропетровщини Ігор Коломойський розповів журналісту «Схем», що, крім українського, він має ще два іноземні громадянства. Навіть пояснив, чому це, на його думку, не є порушенням: мовляв, «закон забороняє подвійне громадянство, а потрійне — ні».
Водночас, як зауважили журналісти, стаття 9 Закону України «Про місцеві державні адміністрації» говорить: «Повноваження голів місцевих державних адміністрацій припиняються Президентом України у разі виявлення факту подвійного громадянства».

#### Неприступна фортеця Злочевського
Журналісти передачі «Схеми» віднайшли фортецю під Києвом, яку собі збудував колишній міністр екології та природних ресурсів в уряді Азарова — Микола Злочевський. Фортеця розмістилась на 4 гектарах заповітної землі з виходом до води. Місцеві мешканці скаржаться, що підпливати до берегів маєтку смертельно небезпечно — через колючий тин із підведеною електричною напругою та озброєну охорону.

### 2015 рік

#### Земля Порошенка і Кононенка
Журналісти викрили схему, за якою гектар елітної землі у столиці відійшов у власність структурі, пов'язаній із Порошенком та першим заступником голови його фракції в парламенті Ігорем Кононенком.
Політики купили землю на Печерську у фірми, власник якої каже, що не отримував за це коштів і був «найманим директором». Ділянки Порошенка й Кононенка мають спільну адресу і розташовані через дорогу на вулиці Радіальній, 5 в елітному поселенні «Царське село». Спочатку обидві земельні ділянки площею 1,10 га рішенням Київради були безкоштовно передані кооперативу «Зеленбудсервіс-К», серед членів якого була сестра Кононенка Оксана Авдєєва, довірена особа Порошенка на виборах 2012 року Оксана Смакоус та особи, пов'язані з бізнесом Порошенка і Кононенка.
Також журналісти з'ясували, що у Петра Порошенка немає дозволу для будівництва в зоні охорони пам'ятки національного значення від Міністерства культури.
Розслідування про землю у Царському селі президента Порошенка стало приводом звернення групи народних депутатів — Філатова, Купрія, Луценка до Генеральної прокуратури України.

#### «Красиве життя головного даїшника»
У травні 2015 року журналісти з'ясували, що тодішній очільник ДАІ України Олександр Єршов та його родина ведуть розкішний спосіб життя, який не пояснюється прибутками, вказаними в декларації. Зокрема, Єршов приховував елітний триповерховий маєток у Києві.
Крім того, як встановили журналісти, члени родини Єршова їздять на дорогих елітних авто, вартістю 100 тисяч доларів кожне.
Ці дані набули широкого суспільного розголосу, призвівши до відставки Єршова. Згодом ГПУ порушила кримінальне провадження щодо за фактом незаконного збагачення.

#### Корупція на «Укрпошті»
Влітку 2015 року журналісти оприлюднили розслідування про багатомільйонні зловживання керівництва Укрпошти.
Наприкінці 2014 року «Укрпошта» поклала на депозит понад 56 млн грн у невеликий «Златобанк», який пов'язують із Леонідом Юрушевим, одним зі спонсорів партії «Народний фронт». На початку 2015 року в банк була введена тимчасова адміністрація, а навесні того ж року його вирішили ліквідувати. Фактично «Укрпошта» віддала 56 млн грн приватному банку у скрутному становищі. У травні-червні «Укрпошта» продала через невеликий приватний «Авант-банк» майже 6 млн доларів за курсом, значно нижчим за ринковий. Лише на цих операціях Укрпошта втратила близько 2 млн грн.
Шевченківське районне управління київської міліції відкрило кримінальне провадження за фактом розтрати службовими особами «Укрпошти» державних коштів.

#### «З Росії з готівкою»
Влітку 2015 року на екрани британського телебачення, а саме телеканалу Channel 4, вийшов документальний фільм «From Russia With Cash» за участі авторки та ведучої програми «Схеми» Наталки Седлецької. У фільмі двоє журналістів — зокрема, і співробітниця Радіо Свобода Наталка Седлецька — спілкувалися з агентами нерухомості, видаючи себе за корумпованого російського посадовця та його дівчину. Вони говорили, що хочуть придбати розкішний будинок у Лондоні за готівку, вкрадену з російського бюджету. Жоден з агентів не відмовився допомогти.
Після виходу фільму розпочалася кампанія проти відмивання іноземних коштів у Лондоні. «У Британії немає місця брудним грошам. Це моє послання до іноземних злочинців. Лондон — це не схованка для ваших брудних грошей», — з такою заявою виступив тодішній прем'єр-міністр Великої Британії Девід Кемерон. Після цього він розпочав консультації з антикорупційними організаціями щодо зміни законодавства.

#### «Київ-Лондон: з України з готівкою»
Журналісти програми «Схеми» зняли фільм про нерухомість українських політиків та олігархів у Лондоні. Показали, зокрема, квартиру Ріната Ахметова у Лондоні в 2011 році, в Гайд-парк, 1 за понад 136 мільйонів фунтів, а також будинок за 60 мільйонів фунтів та приміщення колишньої станції метро Бромптон Роад за 53 мільйони фунтів, які належать Дмитру Фірташу. Згодом ці об'єкти включили до екскурсійного туру Лондоном під назвою «Клептократія», організованого у столиці Великої Британії антикорупційними організаціями.

### 2016 рік

#### «Вокзал для двох. Нові власники Київського річкового вокзалу»
Взимку 2016 року була анонсована реконструкція Київського річкового вокзалу на ресторанну галерею та туристичний центр із розширенням площі будівлі удвічі за рахунок підвальних поверхів. Журналісти виявили, що для анонсованої навесні реставрації ще немає дозволу, а сама будівля віднедавна належить компанії, наближеній до ексголови Держкомпідприємництва Михайла Бродського та народного депутата від «Опозиційного блоку» Нестора Шуфрича. Після розслідування та суспільного розголосу міністр культури Кириленко доручив розглянути питання щодо можливості запровадження охоронних заходів з метою збереження монументально-декоративних творів будівлі річкового вокзалу. Експертна комісія Міністерства культури визнала будівлю Київського річкового вокзалу такою, що підлягає занесенню до Державного реєстру нерухомих пам'яток як пам'ятка архітектури, містобудування та монументального мистецтва місцевого значення.

#### «Приховані зйомки в МВС. Син Авакова, рюкзаки та бюджетні гроші»
Журналісти програми «Схеми» знайшли і проаналізували відеозаписи, схожі на зйомки прихованою камерою, в кабінеті на той час заступника голови МВС Сергія Чеботаря, який до травня 2015 року відповідав у міністерстві за державні закупівлі. На відео зафіксовано діалог про закупівлю рюкзаків між нібито сином міністра Авакова Олександром й особою, схожою на Сергія Чеботаря, на той час заступника Арсена Авакова, в якому вони домовляються про отримання сином міністра бюджетного підряду в обхід законної процедури тендеру.
Після публікації розслідування детективи Національного антикорупційного бюро України ініціювали проведення Держфінінспекцією позапланової виїзної ревізії в Міністерстві внутрішніх справ щодо можливих зловживань при закупівлі рюкзаків у 2015 році.
А в серпні 2016 року Солом'янський суд Києва дозволив детективам Національного антикорупційного бюро України перевірити дзвінки міністра внутрішніх справ Арсена Авакова у справі щодо закупівлі рюкзаків для МВС у фірми, з якою пов'язують його сина.
У липні 2018 року Спеціалізована антикорупційна прокуратура закрила провадження у так званій «справі рюкзаків» щодо двох фігурантів — сина голови МВС Авакова Олександра й екс-заступника міністра Сергія Чеботаря через відсутність «прямих достатніх доказів», що ці особи «були обізнані з планом поставки саме неякісних рюкзаків». У НАБУ рішення назвали непослідовним і оскаржили.

#### «Ахметов повертається, Ляшко домовляється»
Журналісти «Схем» у березні 2016 року зафіксували, як «Мерседес» Ахметова вночі виїхав із воріт Адміністрації президента в супроводі охорони. Того ж дня о 20-й автомобілі супроводу олігарха Ахметова стояли на вулиці Садовій — біля заїзду у двір Кабінету міністрів. А поряд чекала охорона і автомобіль супроводу народного депутата лідера Радикальної партії Олега Ляшка. О 22-й кортеж Ахметова залишив Кабінет міністрів України.
За день до спільного перебування у Кабінеті Міністрів олігарха та радикала «Схемам» вдалося зафіксувати, як позашляховик Олега Ляшка приїжджав до офісу СКМ Ріната Ахметова.
Журналісти «Схем» зауважили, що ці події сталися якраз тоді, коли боротьба за прем'єрське крісло і нову парламентську коаліцію вийшли на фінішну пряму. Після зустрічей фракція Ляшка відкликала підписи під коаліційною угодою, чим юридично розвалила парламентську коаліцію.

#### «Грановський: куратор по-новому»
Журналісти «Схеми» вирішили перевірити інформацію про те, що в ресторані «Інк» у Києві народний депутат від БПП Олександр Грановський, якого називають куратором від влади у правоохоронній та судовій системах, проводить зустрічі з суддями та прокурорами.
Знімальна група зафіксувала, як Грановський одночасно проводить зустріч з головою Окружного адміністративного суду Києва Павлом Вовком, директором Київського науково-дослідного інституту судових експертиз Мін'юсту Олександром Рувіним, екс-міністром палива та енергетики Володимиром Демчишиним та бізнесменом Сергієм Тищенком.

#### Затримання забудовника Войцехівського
Влітку 2016 року було затримано скандального забудованика Войцехівського, про якого «Схеми» проводили розслідування.
До того журналісти програми «Схеми» проаналізували десятки незаконних столичних будівництв багатоповерхівок та цілих житлових комплексів і виявили, що всі вони від початку тісно пов'язані між собою структурами так званої «Уко-Сітігруп» Анатолія Войцехівського. За роки існування «Уко-Сітігруп» Войцехівського створила десятки компаній. Майже всі ці будівельні фірми мали схожі риси — наприклад, статутний фонд у 1000 гривень, реєстрація компанії на місці майбутнього будинку. Також журналісти виявили, що деякі з проектів групи компаній Войцехівського введені в експлуатацію на підставі підроблених рішень судів.

#### Нерухомість ексгенпрокурора Віктора Шокіна
Під час розслідування журналісти встановили, що на дитину та цивільну дружину ексгенпрокурора Віктора Шокіна оформлена низка елітної нерухомості, у тому числі й за кордоном (в елітному районі Празі) — про що Шокін не згадував у своїй декларації. Після публікації розслідування народний депутат Мустафа Найєм подав заяву про злочин до НАБУ стосовно незадекларованих маєтків Шокіна. У НАБУ розпочали перевірку щодо наявності в Шокіна незадекларованих статків.

### 2017 рік

#### Зачистка ринку скрапленого газу під Медведчука
У лютому 2017 року журналісти «Схем» виявили, що Служба безпеки України заблокували роботу 16 традиційним компаніям-імпортерам зрідженого газу в Україні під приводом причетності до терористичних організацій на сході України. Натомість на ринок зайшли чотири нові компанії: «Глуско Україна», «Креатив Трейдинг», Wexler Global LP (Велика Британія) і Gikka Limited (Британські Виргінські острова), пов'язані з кумом Володимира Путіна Віктором Медведчуком.
Учасники ринку тоді заявили, що СБУ є інструментом у руках політичних груп для переділу ринку і виведення нового гравця. Після розголосу та резонансу у ЗМІ міністр економічного розвиту і торгівлі Степан Кубів підписав накази про скасування санкцій щодо імпортерів скрапленого газу.

#### «Спецдепутати Кононенко і Грановський»
Журналісти програми «Схеми» звернули увагу на роль близьких соратників п'ятого президента України Петра Порошенка, народних депутатів із фракції «БПП» Ігоря Кононенка та Олександра Грановського у роботі Служби безпеки України.
Так, журналісти зафіксували, як Кононенко й Грановський регулярно приїжджали в Адміністрацію президента та СБУ під час зустрічей президента Порошенка з керівництвом спецслужби — зокрема з її очільником Василем Грицаком.
У відповідь на запит «Схем» в АП зазначили, що Кононенко й Грановський не брали участь у нарадах президента з представниками силових відомств, бо не мають підстав — водночас там зауважили, що кожен народний депутат «має право вільно, без окремого запрошення відвідувати Адміністрацію Президента України».

#### «Генпрокуратура Юрського періоду»
Уважно спостерігаючи за роботою Генеральної прокуроратури на чолі з Юрієм Луценком, «Схеми» дійшли висновку, що під його керівництвом ГПУ перетворилася на заполітизовану структуру, підконтрольну Банковій і залежну від перших осіб держави.
Зокрема, журналісти зафіксували, як експрокурор Лисенко, член так званого «прокурорського угруповання „Лисі Птахи“», який був зі скандалом звільнений з органів прокуратури «за скоєння ганебного вчинку, порушення «присяги працівника прокуратури», продовжує вільно відвідувати ГПУ та проводити зустрічі з народним депутатом Олександром Грановським, якого неформально називають куратором у судах та прокуратурі від Адміністрації президента.
Зокрема, серед інших візитерів Генпрокуратури, яких вдалося зафіксувати знімальній групі: впливовий депутат від «Народного фронту» Андрій Іванчук, ще один депутат від тієї ж політсили Сергій Пашинський (який за місяць до візиту до ГПУ з нагородної зброї відкрив вогонь по цивільній особі), депутат від «БПП» близький соратник та друг президента Ігор Кононенко та його колеги по фракції Олександр Третьяков, Богдан Дубневич, Руслан Сольвар, а також голова Запорізької ОДА Костянтин Бриль.

#### Куди зникли мільярди з «ПриватБанку»
«Схеми» встановили, що напередодні націоналізації «Приватбанк» оформив 110 мільярдів гривень кредитів на понад три десятки фірм, більшість із яких мають ознаки фіктивності — журналісти дійшли такого висновку, отримавши доступ та проаналізувавши аудиторський звіт про фінансово-господарську діяльність банку, складений аудиторською фірмою Ernst & Young.
Проаналізувавши список фірм-боржників, кожна з яких була винна державному «Приватбанку» від півмільйона до майже п'яти мільярдів гривень, журналісти виявили, що ці юрособи не ведуть реальної господарської діяльності, мають у статутному капіталі в середньому не більше ніж 1000 гривень, а їхні засновники та директори — це люди, що не мають стосунку до бізнесу. За адресами реєстрації цих фірм, їхніх засновників та керівників або нікого не було, або там перебували зовсім інші люди. Деякі компанії були оформлені за адресою масової реєстрації, на автозаправних станціях, станціях техобслуговування або в квартирах багатоповерхівок.
Колишній акціонер «Приватбанку» Ігор Коломойський прокоментував «Схемам» щодо оформлення кредитів на понад 110 мільярдів гривень «Приватбанком» напередодні його націоналізації на «фірми-бульбашки»: він запевняв, що всі операції проходили під повним контролем і «чуйним керівництвом» заступниці голови Нацбанку Катерини Рожкової.

#### Люксовий автопарк працівників управління захисту економіки СБУ
«Схеми» встановили, що низка працівників Головного управління контррозвідувального захисту інтересів держави у сфері економічної безпеки СБУ користуються дорогими автомобілями класу люкс, вартість яких може бути неспівмірною із заробітною платою держслужбовців. Деякі із зафіксованих автомобілів офіційно належать не працівникам СБУ, а їхнім батькам, які мають невеликі офіційні доходи, відзначали журналісти.
Загалом журналісти програми зафіксували майже півтора десятки дорогих автомобілів. Власників деяких ідентифікувати нe вдалося. А ті, кого вдалося ідентифікувати, не захотіли відповідати на запитання журналістів. Перед ефіром представники СБУ направили листа, яким намагалися зняти з ефіру програму «Схеми» про елітні авто її співробітників.

#### Весілля сина Луценка «по-генпрокурорськи»
Як вдалося зафіксувати знімальній групі «Схем», на весіллі старшого сина тодішнього генпрокурора Юрія Луценка були присутні перші особи держави, а також низка міністрів та народних депутатів. Зокрема, на святкування 15 вересня 2017 року гуляли Петро Порошенко разом із дружиною, тодішні прем'єр Володимир Гройсман, міністр внутрішніх справ Арсен Аваков, перший віцепрем'єрміністр Степан Кубів, експрем'єр Арсеній Яценюк, мер Києва Віталій Кличко, віцеспікерка парламенту Ірина Геращенко, міністр інформаційної політики Юрій Стець та міністр юстиції Павло Петренко.
Журналісти також звернули увагу, що святкування весілля сина Юрія Луценка Олександра обслуговували службові автомобілі Генпрокуратури. Крім того, активну участь в організації свята взяли працівники Управління державної охорони.
Під час виїзду зі святкування президента Порошенка здійснили фізичний напад на знімальну групу, щоб перешкодити зйомці цього моменту. Тоді оператор «Схем» Борис Троценко отримав струс мозку та пошкодження руки.
Згодом начальник УДО Валерій Гелетей пояснив дії своїх підлеглих так: «Там же який горб! Цей військовослужбовець упав, ви ж не будете говорити, що він не упав? Там же отакий горб! У темряві, пісок, спіткнувся, упав і зачепився за оператора». Зрештою службова перевірка порушень з боку співробітників УДО не виявила.
Журналісти написали заяву у поліцію про перешкоджання їхній професійній діяльності. Прокуратура Київської області відкрила провадження, закрила його, а згодом — поновила й передала до ДБР. Захист журналістів вже підготував заяву до Європейського суду з прав людини.

#### Легенда судді Артура Ємельянова
Суддя Артур Ємельянов за часів президента Януковича блискавично піднявся кар'єрними сходами від заступника голови Донецького обласного госпсуду до заступника голови Вищого господарського суду України.
Восени 2017 року журналісти програми «Схеми» опублікували розслідування про численне елітне майно його родини, розташоване по всьому світу. Зокрема, встановили, що його колишня дружина Світлана володіє віллою в Анталії та апартаментами в Дубаї, двома готелями у Відні, а також німецькою фірмою, яка керує трьома готелями у Франкфурті-на-Майні.
При цьому подружжя продовжувало мати спільний побут після офіційного розірвання шлюбу — зокрема, регулярно спільно подорожувало на відпочинок. Що, як відзначали журналісти, могло свідчити про фіктивний характер розлучення з метою приховування майна у декларації судді.

#### «Чорні чоловічки» Віктора Медведчука
У листопаді 2017 року «Схеми» з'ясували, що Віктор Медведчук використовував ексклюзивне право прямого авіасполучення між Україною та Росією — і не тільки для переговорів щодо заручників. Під час цього розслідування охоронці підприємця напали на знімальну групу програми. Інцидент стався ввечері 7 листопада в публічному місці біля VIP-терміналу аеропорту «Київ» поблизу Жулян, коли туди прилетів приватний борт лідера організації «Український вибір» Віктора Медведчука. Тоді його охоронці в масках та балаклавах кинулися до знімальної групи і почали застосовувати силу: штовхали, били ліктями, ставили підніжки та кілька разів вибили камеру з рук оператора. Також охоронці засліплювали камеру спеціальним ліхтарем.
Наступного дня, 8 листопада 2017 року, Нацполіція розпочала кримінальне провадження за статтею «перешкоджання законній професійній діяльності журналістів», а на початку грудня 2017 року повідомила про підозру одному з охоронців Медведчука.
У той же час юристи Віктора Медведчука звернулися до Печерського суду Києва з вимогою зобов'язати Нацполіцію відкрити провадження щодо начебто втручання журналістів програми у приватне життя бізнесмена. У свою чергу, редакція програми «Схеми» заявила, що готова надати всі докази, які свідчать, що Віктор Медведчук є публічною особою, а його охорона заважала знімальній групі виконувати свою законну професійну роботу. Зрештою на початку березня 2018 року Головне управління Нацполіції на вимогу столичного Печерського райсуду розпочало кримінальне провадження за статтею «порушення недоторканності приватного життя» Віктора Медведчука з боку журналістів програми «Схеми». Згодом справу закрити.
У березні 2018 року Солом'янський районний суд Києва почав розгляд по суті справи за фактом перешкоджання законній професійній діяльності журналістів програми «Схеми» біля аеропорту «Київ» 7 листопада 2017 року з боку охорони лідера проросійської організації «Український вибір» Віктора Медведчука.

### 2018 рік

#### «Mr. Petro Incognito. Таємна відпустка президента Порошенка»
Журналісти знайшли приватний острів на Мальдівах, який президент Петро Порошенко таємно орендував під час неафішованого різдвяного відпочинку з 1 по 8 січня 2018 року, а також з'ясували, скільки він на це витратив та яким літаком і у чиїй компанії туди дістався. З достовірних джерел журналістам стало відомо, що президент та його гості впродовж семи днів та шести ночей відпочивали у п'ятизірковому курортному готелі Cheval Blan, посеред Індійського океану на найдорожчій приватній віллі курорту Owner's Villa (Private Island).
За підрахунками «Схем», загальна вартість відпочинку президента на екзотичних островах склала не менше 500 тисяч доларів, що станом на час оприлюднення матеріалу становило понад 14 мільйонів гривень. До неї увійшли: оренда окремого острову на 6 ночей ($276 тисяч), додаткові витрати на розваги та харчування (37 550 $), переліт на чартері з очікуванням літака на Мальдівах (188 тис. $).
Як встановили журналісти, на курорті Порошенко фігурував під ім'ям Mr. Petro Incognito (Ukraine).
Розслідування спричинило широкий суспільний резонанс. Через півтора місяці після виходу розслідування Порошенко заявив, що під час цієї відпустки на Мальдівах не передавав свої обов'язки, кордон перетинав за своїм прізвищем, сплачував за літак і готель з власного рахунку в українському банку і ці кошти були задекларовані, з них були сплачені податки.
Президент уникнув відповіді на запитання журналіста Михайла Ткача, чи дійсно з ним на борту був Борис Ложкін, а також, що після розслідування співробітників аеропорту «Київ» перевіряли на детекторі брехні, щоб виявити можливий витік інформації. Також президент не відповів, чому протягом чотирьох років президентства не публікувалась інформація про приватні закордонні поїздки Порошенка на відпочинок, принаймні постфактум.

#### Метод Фукса: як викачати мільярд від київського метро
«Схеми» з'ясували, що донедавна російський бізнесмен Павло Фукс купив компанію, якій «Київський метрополітен» був винен майже два мільярди гривень, і цей борг міг завадити роботі київської підземки у звичайному режимі.
У розслідуванні йдеться, що в 2009 році КП «Київський метрополітен» підписало угоду за схвалення київської влади на поставку 100 вагонів метро з компанією-переможцем тендеру «Укррослізингом», засновником якої була кіпрська фірма, близька, за даними видання «Наші гроші», до оточення соратника Віктора Януковича, колишнього народного депутата від «Партії регіонів» і бізнесмена Юрія Іванющенка. У 2010 році в складі бенефіціарів з'явилась також фірма, підконтрольна російському «Внешэкономбанку». Нині бенефіціаром компанії в українському реєстрі вказаний донедавна російський бізнесмен Павло Фукс.
Журналісти встановили, що метрополітен підписав з «Укррослізингом» додаткову угоду, у якій сторони прив'язали суми виплат до курсу долара. Саме цей пункт ужев 2014—2016 роках через різке знецінення української валюти призвів до додаткового боргу в понад мільярд гривень.
Ще в 2014 році журналісти програми «Гроші» зафіксували Павла Фукса, який виходив із дорогого ресторану невдовзі після тодішнього заступника Кличка Ігоря Ніконова. Самого мера Києва також бачили разом із Павлом Фуксом, утім Віталій Кличко у коментарі «Схемам» заявив, що ніяких відносин із Павлом Фуксом не має.

#### Імпортозаміщення по-новому
Журналісти виявили, що корпорація «Богдан Моторс» закуповує двигуни для тролейбусів «Богдан» у «Псковського електромашинобудівного заводу», який виробляє, зокрема, і продукцію для військової техніки у Росії.
Журналістам вдалося отримати паспорт тролейбусів типу Т70117, яких у кількості 60 одиниць у корпорації «Богдан моторс» закупило столичне комунальне підприємство «Київпастранс» Відповідно до документа «Настанова щодо експлуатування Т70117-0000010-40НЕ» від 2016 року, виробником тягового двигуна ДТА-2У1 тролейбусів типу Т70117 є російський Псковський електромашинобудівний завод (ПЕМЗ). Згідно з даними Державної фіскальної служби, «Богдан моторс» справді у 2015, 2016 і 2017 році імпортував двигуни з Росії.
На прохання журналістів один із депутатів Київради Прохор Антоненко домігся ревізії двигунів тролейбусів цього типу, які вже курсують містом. Перевірка в одному з депо «Київпастрансу» підтвердила, що двигуни справді російські.
Акціонер корпорації «Богдан Моторс» — Олег Гладковський, на той час перший заступник секретаря Ради набезпеки та оборони. Саме ця структура затверджує список російських юридичних осіб, щодо яких застосовуються обмежувальні заходи (санкції). Псковського електромашинобудівного заводу у цих списках не було. На запитання «Схем», чому ПЕМЗ не потрапив до списку, Гладковський відповів, що особисто він таких списків не формує.
У пресслужбі РНБО окремо відповіли, що «застосування санкцій до вказаної у запиті юридичної особи від уповноважених органів до Ради національної безпеки і оборони України не надходило».
Після публікації розслідування у корпорації «Богдан» заявили [Архівовано 1 квітня 2018 у Wayback Machine.], що хотіли відмовитися від російських двигунів ще 5 років тому.

#### Американські «Айленди» для українського флоту
Наприкінці березня 2018 року «Схеми» розповіли, що передача США двох патрульних катерів класу Island з 2014 року формально затягувалася українською владою через бюрократичні процедури, та справжньою причиною цьому міг бути комерційний інтерес заводу «Кузня на Рибальському» тодішнього президента Порошенка, який будував на державне замовлення катери. Журналісти дізналися зі своїх джерел у Сенаті, що Україна чотири роки «опиралася» подарунку у вигляді катерів, те ж повідомили і джерела «Схем» у Пентагоні. Майкл Карпентер, ексрадник віце-президента США часів Обами Джо Байдена та колишній другий заступник міністра оборони США, який відповідав за Росію та Україну, також опосередковано підтвердив цю інформацію. «Схеми» звернулися за коментарем до Петра Порошенка, проте він по суті не відповів, зазначивши:
Я вибачаюсь, але зараз у мене немає відповіді, яку я міг би вам надати.
Після виходу матеріалу у ВМС заявили, що у сюжеті, «проігнорувавши надані роз'яснення, кореспондент наголошує на позиції, що катери виробництва США і України є альтернативними проектами, а отже, конкурентами». Своєю чергою, редакція «Схем» наполягала, що у своєму матеріалі журналісти виклали інформацію об'єктивно та повно.
Невдовзі після оприлюднення розслідування «Схем» у Збройних силах заявили, що українська сторона завершує опрацьовувати контракт на отримання двох патрульних катерів типу «Айленд» від уряду Сполучених Штатів Америки та починає «його міжвідомче погодження». У червні 2018 року стало відомо, що катери класу «Айленд» (Island) планували доправити американською стороною до Одеси у листопаді-грудні 2019 року. Вже у вересні 2018 року Кабмін дав «зелене світло» на отримання Україною катерів «Айленд». І через рік, наприкінці жовтня 2019 року, до українського флоту зрештою надійшли два американські катери класу Island.

#### Коломойський в екзилі. Таємна зустріч на Женевському озері
На святкування 55-го дня народження українського олігарха Ігоря Коломойського, яке відзначали 13 лютого 2018 року, до швейцарської Женеви прилітали українські бізнесмени, народні депутати та шоумени — як зафіксувала знімальна група програми «Схеми». Серед гостей, зокрема, журналістам вдалося впізнати тодішніх народних депутатів від групи «Відродження» Віталія Хомутинніка та Євгена Гєллєра, бізнесменів Павла Фукса та братів Суркісів, тодішнього керівника студії «Квартал 95» Володимира Зеленського, яка співпрацює з телеканалом Коломойського «1+1», та ексзаступника губернатора Дніпропетровщини Святослава Олійника.
Святкування відбувалося у ресторані Parc des eaux vives на березі Женевського озера. За даними, які журналісти отримали від закладу, святкування було розраховане на 100 гостей, а вартість харчування й обслуговування гостей становила понад 23 тисячі швейцарських франків. Особа, на чиє ім'я замовляли свято, мала таке ж прізвище, що і сестра Коломойського. Сам український олігарх у коментарі «Схемам» заявив, що не витратив на нього «ні копійки».
Згодом, у березні 2018 року, журналістам «Схем» вдалося зафіксувати в Женеві таємну зустріч олігархів та колишніх співвласників «Приватбанку» Ігоря Коломойського та Геннадія Боголюбова з ексголовою Адміністрації президента Порошенка Борисом Ложкіним у ресторані готелю Four seasons. «Схеми» надіслали запит президенту Порошенку із запитанням, чи уповноважував він Бориса Ложкіна проводити перемовини від його імені. Особисто Борис Ложкін відповідати на запитання щодо зустрічі відмовився, та згодом «Схеми» отримали письмову відповідь від його прессекретаря: «Борис Ложкін не веде та не може вести жодних переговорів від імені президента Петра Порошенка, оскільки вже майже два роки не займає посад в Адміністрації президента, а також не є його радником чи представником». Ігор Коломойський у коментарі «Схемам» повідомив, що Борис Ложкін приїжджав саме до Геннадія Боголюбова, додавши, що це була зустріч «українців, що мешкають у Женеві, з людиною, яка приїхала з “Великої землі”».

#### «Багатий світ» судді-втікача Татькова
Як з'ясували «Схеми», на родичів та незаможних друзів ексголови Вищого господарського суду Віктора Татькова записано близько сотні об'єктів нерухомості в Україні та під десяток в Іспанії. Зокрема, його близьке оточення володіє 48 квартирами у Києві, окупованому Донецьку та анексованому Росією Криму. Також журналісти дізналися, що перша дружина судді-втікача Татькова — Зоя Татькова — є власницею фірми Vebelle Royal G SL, зареєстрованої в провінції Малага на Півдні Іспанії. На цю іспанську фірму зареєстровані дев'ять об'єктів нерухомості на березі Середземного моря. Згодом, у грудні 2018 року «Схеми» також знайшли у родини судді Татькова в Іспанії 60 гектарів землі та пів десятка апартаментів.
Суддя Віктор Татьков — один із символів суддівської системи часів Віктора Януковича. За президентства останнього він очолював Вищий господарський суд України, де ставили останню крапку в суперечках навколо майна та бізнесу. Від жовтня 2016 року Татькова офіційно підозрюють у втручанні у діяльність судових органів та роботу автоматизованої системи документообігу суду. За версією Генпрокуратури, він фактично підпорядкував собі систему ухвалення судових рішень. Сам Татьков переховується від українського правосуддя за кордоном: спочатку лікувався у Німеччині, а згодом перебував у Австрії, де навіть попросив політичного притулку.
За клопотанням слідства, численне майно, оформлене на близьких та друзів Татькова було арештовано в рамках кримінальної справи. Утім, у червні 2019 року з частини елітного майна його близького оточення зняли арешт, а сам Татьков повернув собі статус судді — і відповідно суддівську недоторканність. А вже у вересні 2019 року Вища рада правосуддя на засіданні звільнила Віктора Татькова з посади судді Вищого господарського суду України.

#### Кличко, Микитась і 600 мільйонів на Шулявський міст у Києві
Журналісти програми «Схеми» виявили, що тендер на реконструкцію Шулявського мосту — транспортної розв'язки на перетині проспекту Перемоги з вулицею Гетьмана у Києві — провели непрозоро і з численними порушеннями на користь компанії, пов'язаної із народним депутатом Максимом Микитасем, добре знайомим із міським головою Віталієм Кличком і в минулому відомим столичним забудовником.
У тендері на 600 мільйонів гривень перемогла фірма «Північно-український будівельний альянс», що належала Андрію Якусевичу, помічникові тодішнього народного депутата Максима Микитася. Поштова адреса цієї фірми збігається з фактичною адресою компанії «Укрбуд Девелопмент», яку Микитась вказував у своїй власності у декларації за 2017 рік. Також «Північно-український будівельний альянс» від початку 2017 року отримав підрядів на суму близько 1 мільярда 300 мільйонів гривень від фірми «Укрбуд Девелопмент» і компаній дружини Микитася Наталії (близько 60 % відсотків від всіх фінансових надходжень компанії).
Крім того, журналісти встановили, що компанія «Спецбуд-Плюс» увійшла до фіналу тендеру із фіктивними документами — «Спецбуд-Плюс», надавши відгук-рекомендацію як підтвердження успішного виконання подібного ремонту (розв'язки поблизу мосту Патона в Києві) без дати складання відгуку, з підписом директора, що звільнився ще чотири роки тому і з неправильно написаним словом «Україна» у «шапці». Згодом Державний будівельний комбінат Верховної Ради офіційно підтвердив «Схемам», що не надавав такого відгуку. А про те, що компанія «Спецбуд-Плюс» виконувала якісь роботи на Набережному шосе на комбінаті відповіли, що вперше чують.
Зрештою у липні 2018 року прокуратура Києва відкрила кримінальне провадження через підроблені документи фірми-учасниці тендеру на реконструкцію Шулявської розв'язки. А через рік, у червні 2019 року, АМКУ оштрафував компанії з орбіти депутата Микитася із розслідування «Схем» на понад 100 мільйонів гривень.

#### Хто купив телеканал «112 Україна»?
Влітку 2018 року в ефірі інформаційного телеканалу «112 Україна» значно почастішали згадки про Віктора Медведчука в позитивному руслі, і тоді ж на ринку заговорили про те, що лідер проросійського руху «Український вибір» придбав цей телеканал — хоча сам він це заперечував.
За документами канал переписали на громадянина Німеччини Едуарда Катца, його ж представили аудиторії каналу як нового власника. Втім, розслідування журналістів «Схем» показало, що Едуард Катц мешкає у віддаленому селі в німецькій глибинці, де разом із дружиною заробляє на життя перепродажем уживаних автомобілів. Натомість на справжнього власника вказує новий менеджмент, який прийшов на канал цього літа і має тісні зв'язки з політсилою Віктора Медведчука.

#### Нафта для куми Путіна Оксани Марченко
На початку вересня 2018 року журналісти дізналися, що дружина Віктора Медведчука і українська телеведуча Оксана Марченко контролює компанію, яка виграла конкурс на освоєння одного з трьох найбільших нафтових родовищ Ханти-Мансійського автономного округу Росії. Як тоді з'ясували «Схеми», Оксана Марченко, за даними кіпрського реєстру, була єдиним засновником кіпрської фірми, яка через низку компаній володіла часткою в 50,1 % російського ТОВ «НЗНП Трейд», яке ще в 2015 році виграло конкурс на право видобувати нафту на Гавриківському родовищі. Згодом сам Віктор Медведчук підтвердив, що його дружина Оксана Марченко є власницею бізнесу в Росії, про що йшлося в розслідуванні програми «Схеми».
Як писав російський «Коммерсант», з умовами конкурсу не погоджувалася російська державна компанія «Роснефть» і навіть позивалася до суду. За повідомленням, серед умов конкурсу була переробка видобутої нафти у Ростовській області, де діє лише один нафтопереробний завод — Новошахтинський нафтопереробний завод (НЗНП). І «НЗНП Трейд» на момент конкурсу був афільованим із Новошахтинським заводом.
Гавриківське родовище у Ханти-Мансійському автономному окрузі Російської Федерації — це одне з трьох найбільших російських нафтогазових родовищ, його сумарні запаси нафти оцінюють у понад 123 мільйона тонн газу.

#### Порошенко та Медведчук. Спільники?
Восени 2018 року журналістам програми «Схеми» вдалося зафіксувати, що неафішований візит Віктора Медведчука до приватної оселі тодішнього президента Петра Порошенка в Козині, а також низку візитів проросійського політика на Банкову в Адміністрацію президента.
Зокрема, напередодні запровадження Росією санкцій проти українських громадян і компаній Порошенко і Медведчук зустрічалися щонайменше двічі — в адміністрації президента (24 жовтня) і вдома в Порошенка у Козині (27 жовтня). Щоразу зустрічі проросійського політика й українського президента намагалися утаємничити: працівники Управління державної охорони і Національної поліції вчиняли спроби запобігти фіксації цих фактів журналістами.
Тоді в Порошенка зустрічі з Медведчуком «Схемам» пояснили так: «Президент провів кілька зустрічей із Медведчуком, на яких висловив незадоволення через затягування процесу звільнення українських політв'язнів Кремля, яких незаконно утримують у Росії та на окупованих нею територіях, і виключно для зрушення з мертвої точки цього питання». Крім того, у тодішнього глави держави заперечили спільні з Медведчуком бізнес-інтереси, а також наголосили, що п'ятий президент «відкрито називає Росію — країною-агресором і не поділяє ідеї та політичні висловлювання Віктора Медведчука».

### 2019 рік

#### Кінобізнес Зеленського у Росії
У січні 2019 року програма «Схеми» оприлюднила розслідування про російський кінобізнес Володимира Зеленського, який на той час вже заявив про свій намір брати участь у виборах президента України — хоча він запевняв, що закрив його ще у 2014 році.
Тоді журналісти знайшли три російські компанії, які займаються виробництвом кіно-, відеофільмів і телевізійних програм. Їхнім засновником є кіпрська компанія Green Family Ltd. Вона ж є співзасновницею ТОВ «Квартал 95» в Україні, а її кінцевими бенефіціарами на той час були вказані Володимир Зеленський, його бізнес-партнери Андрій Яковлев, Борис і Сергій Шефіри і соратник Ігоря Коломойського Тімур Міндіч. «Схеми» проаналізували фінансову звітність цих російських компаній і виявили, що всі вони продовжували вести свою господарську діяльність. За даними реєстру прокатних посвідчень кінострічок у Російській Федерації, «Грин Филмс» продовжила продюсувати кінострічки у Росії після початку воєнної агресії у 2014 році.
«Схемам» також вдалося виявити, що фірма «Грин Филмс» виграла конкурс на отримання часткового фінансування виробництва кінострічки з бюджету Російської Федерації. Журналісти проєкту «Настоящее время» знайшли документи, що підтверджують її фінансування у 2017 році з державного бюджету Росії на суму 35 мільйонів рублів (за курсом на час отримання ця сума становила понад 16 мільйонів гривень).
Питання щодо діяльності кінобізнесу на території Росії журналістам «Схем» вдалося поставити Володимиру Зеленському напряму, біля його офісу у Києві. На що він відповів: «Ну і працюйте з ними. Я з ними не працюю. Успіхів вам». Згодом його пресслужба зазначила: «…Протягом багатьох років Володимир Зеленський будував міжнародний бізнес у галузі виробництва аудіовізуального контенту, тому є і компанії, є і нерухомість, і інші активи, і не тільки в зазначених вами юрисдикціях; є і в Італії, і в Великій Британії тощо. (…) Студія „Квартал 95“, усвідомлюючи ситуацію, сьогодні ніяких продуктів на території Російської Федерації не виробляє».
Зрештою, після резонансу, яке викликало розслідування «Схем», Зеленський зрештою визнав, що має кінобізнес в РФ, а невдовзі заявив про вихід зі складу акціонерів кіпрської компанії-власника кінобізнесу в Росії. Пізніше він також виправив свою декларацію і вніс інформацію щодо володінням ним акціями кіпрської компанії Green Family Ltd, через яку йому і його бізнес-партнерам належать кінокомпанії в Росії.
Наприкінці березня 2019 року «Схеми» зауважили, що Зеленський позбувся частки в російському кінобізнесі «Кварталу» на користь Андрія Яковлєва — автора «Студії Квартал-95».
А влітку того ж року соратники Зеленського повернули в бюджет Росії гроші і розірвали договір на фінансування фільму «Вниз».

#### «Каса» Тимошенко
У лютому 2019 року журналісти програми «Схеми» з'ясували, що низка громадян, які фігурують у звітах партії «Батьківщина» як її спонсори — спростовують, що коли-небудь робили внески на користь партії Юлії Тимошенко, і заявляють, що їхні дані, ймовірно, були використані без їхнього відома.
У фінансовому звіті «Батьківщини» за 2018 рік журналісти звернули увагу на фінансові операції, які супроводжували внески від громадян. Наприклад, абсолютно різні люди вносили однакові суми, або одна особа здійснювала однакові платежі на рахунок «Батьківщини» декілька разів у банківських установах у різних містах. Також гроші жертвували цілими родинами в один період часу, а однакові за розміром пожертви переказувалися одними й тими ж людьми по декілька разів у короткі проміжки часу. Загалом, відповідно до звіту, у 2018 році на рахунки партії надійшло понад 157 мільйона гривень благодійних внесків. Майже всі вони — а це 144 мільйона — від фізичних осіб. Причому якщо з січня по травень партія не отримала жодного внеску, то починаючи з 22 травня синхронно сотні людей зробили свої пожертви. 
Сама лідерка «Батьківщини» на запитання «Схем» щодо ймовірних маніпуляцій із внесками заявила, що всі доходи і видатки публічні: «Нацагентство з питань запобігань корупції може розслідувати ці справи. Ми відкриті. Все абсолютно робиться публічно. Всі доходи, всі видатки абсолютно публічні. Ми — опозиція, в нас немає силових структур».
Згодом, на початку березня того ж року Головне слідче управління Нацполіції розпочало досудове розслідування на основі матеріалу «Схем», в якому йшлося про ймовірні маніпуляції із грошовими внесками на користь партії «Батьківщина».

#### «П. дав добро»
У березні 2019 року «Схеми» показали, як друг тодішнього президента Петра Порошенка та народний депутат від «БПП» Ігор Кононенко заробляв на аферах в енергетиці. Тоді журналісти оприлюднили аудіозаписи телефонних розмов, на яких ексголова правління «Енергомережі» Дмитро Крючков спілкується з Ігорем Кононенком, братами-бізнесменами Суркісами, а також народним депутатом від «Народного фронту» Ігорем Котвіцьким та іншими посадовими особами. Ці записи були верифіковані за допомогою західної експертизи, проведеної на прохання журналістів «Схем» спеціалістами Національного центру медіа-експертиз Університету Колорадо в Денвері, який співпрацює з урядом США.
Журналісти проаналізували розмови, співставивши з відкритими даними, документами та реальними подіями, які стосуються періоду весни-літа 2015 року. Під час спілкування фігуранти обговорювали, зокрема, незаконні способи отримання та збереження контролю над обласними енергопостачальними компаніями «Запоріжжяобленерго», «Черкасиобленерго» та «Харківобленерго», контрольні пакети акцій у яких належать державі в особі Фонду держмайна України. Також багато розмов стосуються розподілу між учасниками схеми значних сум готівкою.

Зокрема, розмова Дмитра Крючкова з народним депутатом Ігорем Котвіцьким, наведена у розслідуванні, свідчить, що президент Петро Порошенко був обізнаний із ситуацією з розкраданням коштів і «дав добро». Крючков повідомляє Котвіцькому:
У п'ятницю ввечері були у П. Дав добро. Особисто. І контактна особа буде Ігор Кононенко.
«Схеми» звернулися до всіх фігурантів телефонних розмов, дехто з них вирішив відмовчатися, інші спростували свої зв'язки з Дмитром Крючковим. Зокрема, президент Петро Порошенко та брати Суркіси не відповіли на запит «Схем». Журналісти також декілька разів приїжджали у офіс народного депутата Ігоря Кононенка, оскільки він не відповідав на дзвінки з проханням про коментар та повідомлення з вичерпним список запитань.
Згодом НАБУ долучило до офіційного розслідування записи розмов депутата Кононенка, які передали «Схеми».
Також знімальна група «Схем» намагалася двічі отримати коментар Петра Порошенка в день першого туру виборів президента: він спочатку пообіцяв відповісти на це запитання після того, як проголосує у Будинку офіцерів у Києві, але згодом проігнорував прохання журналіста про коментар. Зрештою у квітні того ж року в ефірі телеканалу ICTV Порошенко заявив, що його соратник Ігор Кононенко, якому Крючков на записах телефонних розмов звітує про енергетичну аферу, має після виборів піти до правоохоронців. І якщо винний — понести відповідальність.

#### Хто відвідував ізраїльський офіс Коломойського перед другим туром виборів?
У квітні 2019 року «Схеми» показали візитерів ізраїльського офісу олігарха Ігоря Коломойського, які навідувалися до нього напередодні другого туру виборів президента України.
Серед тих, кого зафіксували журналісти: бізнес-партнер кандидата в президенти Володимира Зеленського по «95 кварталу» Тімур Міндіч (у компанії з Михайлом Кіперманом — бізнесменом умовної групи «Приват», лідером якої вважається Коломойський), міський голова Харкова Геннадій Кернес, гендиректор «1+1» Олександр Ткаченко і народні депутати від партії «Відродження» Віталій Хомутиннік і Андрій Шипко. Крім того, журналісти помітили там і донедавна російського, а нині українського бізнесмена Павла Фукса: його пустили до Ізраїлю, хоча ще в грудні 2018 йому відмовили у в'їзді в країну. Також серед візитерів офісу «Схеми» впізнали і ексміністра енергетики та вугільної промисловості часів Януковича Едуарда Ставицького, якого розшукують в Україні.
Тоді сам олігар, який від вересня 2018 року мешкав у місті Герцлія в Ізраїлі, тоді заявив, що може повернутися в Україну у випадку перемоги Володимира Зеленського на виборах президента України — зрештою так і сталося: в Україну він прилетів вночі 16 травня.

#### Таємниця Баришівського суду
24 травня 2019 року Баришівський райсуд Київської області зупинив ліцензію «першого українського лоукосту» SkyUp — за позовом мешканки Баришівки.
Втім «Схеми» з'ясували, що цей позов був фіктивним — оскільки жителька Баришівки, вказана позивачкою в ухвалі суду, насправді не подавала його і, за її ж словами, ніколи не була клієнткою цього авіаперевізника. Окремо журналісти звернули увагу, що суддя в принципі не могла ухвалювати зазначене рішення, оскільки воно не підпадає під юрисдикцію Баришівського районного суду.
Більше того, «Схеми» знайшли «сліди Коломойского» в історії з Баришівським судом — втім не тільки з історією довкола лоукостера SkyUp. Журналісти виявили ще кілька неординарних рішень провінційного суду, коли в одному випадку він посягав на непритаманну йому юрисдикцію, а в іншому — вимагав того, що виконати неможливо.
Більше того, у цих рішеннях, як встановили журналісти, провінційна Феміда грала на руку олігарху Ігорю Коломойському. Серед таких: заборона одній із керівниць Національного банку Катерині Рожковій брати участь у засіданнях правління НБУ і виконувати свої обов'язки, а також кілька рішень, які зачіпали офіційне розслідування щодо напівдержавної компанії «Укрнафта».
Зрештою, на початку липня 2019 року на підставі розслідування за баришівську суддю Олену Литвиненко, яка зупинила ліцензію лоукостера SkyUp, взялося Державне бюро розслідувань. За декілька днів сама вона подала заяву про відставку, втім, уже невдовзі передумала й відкликала її. Проте згодом вже Вища рада правосуддя відкрила щодо Литвиненко дисциплінарне провадження, у вересні 2019 року відсторонила її, а в січні 2020 року — остаточно звільнила її. А наприкінці травня 2020 року Олені Литвиненко, яка винесла ухвалу про тимчасове припинення дії ліцензії SkyUp, повідомили про підозру у постановленні завідомо неправосудної ухвали.
Врешті-решт 25 вересня 2019 року Київський апеляційний суд скасував рішення Баришівського суду щодо припинення ліцензії лоукостера SkyUp.

#### Гості ювілею Григорія Суркіса
На початку вересня 2019 року «Схеми» звернули увагу на святкування 70-го дня народження народного депутата Григорія Суркіса — одного з давніх соратників Віктора Медведчука та одного з ключових офіційних спонсорів його партії «Опозиційна платформа — За життя».
Як відзначили журналісти, святкування ювілею бізнесмена розпочалося вдень 4 вересня і тривало близько 10 годин у елітному готелі «Інтерконтиненталь» у центрі столиці. Знімальна група «Схем» зафіксувала там скупчення охорони та автомобілів преміум-класу, а згодом і гостей святкування. Серед них журналісти зауважили представників влади: голову СБУ Івана Баканова (згодом він пояснив, що вивчав там «оперативну обстановку») та першого помічника президента Зеленського Сергія Шефіра. Приїхали привітати Суркіса і олігархи — Ігор Коломойський та Геннадій Боголюбов. Журналісти помітили там і Bentley, яким, за даними «Схем», користується дружина олігарха Дмитра Фірташа — Лада Фірташ. У компанії дружини на свято приїхав інший олігарх Віктор Пінчук. Завітав і його тесть — експрезидент Леонід Кучма. Він був не єдиним колишнім главою держави, якого побачили на святі журналісти. Серед відвідувачів дня народження Суркіса також були перший президент Леонід Кравчук і третій — Віктор Ющенко. Крім того, знімальна група зафіксувала серед гостей і представників уже минулої влади — ексголову СБУ Василя Грицака і сина колишнього генпрокурора Юрія Луценка Олександра. Також журналісти помітили там і чимало однопартійців Суркіса по політсилі «Опозиційна платформа — За життя» — це народні депутати Юрій Бойко, Нестор Шуфрич, Наталія Королевська, Василь Німченко, Юрій Павленко. Примітно також, що окремо на свято приїхали кілька акторів студії «Квартал 95». Згодом журналісти також підтвердили, що свято також відвідали чинний голова МВС Арсен Аваков, експрем'єр-міністр Володимир Гройсман та ексгенпрокурор Юрій Луценко.
Також, як дізналися «Схеми», візитерам ювілею Суркіса дарували книгу про життєвий шлях іменинника під назвою «Епоха Суркіса» та фоторамку бренду Fendi, в яку гості мали помістити оперативно роздруковану спільну з іменинником світлину. «Схеми» з'ясували, що саме таку фоторамку з натуральної шкіри там продають за 540 євро — це близько 15 тисяч гривень. Водночас, відповідно до окремих статей закону України «Про запобігання корупції», голова СБУ не може прийняти подарунок, який коштує більше, ніж прожитковий мінімум для працездатних осіб (близько 2 тисяч гривень). Таким чином, якщо Іван Баканов також отримав у подарунок світлину з ювіляром Суркісом у рамці Fendi, яка коштує близько 15 тисяч гривень, він порушив окремі статті цього закону. За порушення цих правил очільник СБУ може отримати штраф від 1700 до 3400 гривень та конфіскацію дорогої фоторамки. Втім, у НАЗК зрештою заявили що не знайшли підстав для перевірки можливого порушення Іваном Бакановим антикорупційного законодавства на ювілеї народного депутата від ОПЗЖ Григорія Суркіса — бо не побачили «об'єктивних і достовірних відомостей» у розслідуванні журналістів «Схем».
Крім того, як зауважили журналісти, візит чинного голови Служби безпеки Івана Баканова на святкування 70-річчя Григорія Суркіса порушує Кодекс доброчесності співробітника СБУ
За чотири дні до святкування президент Зеленський анонсував «гучну історію, яка дуже погано закінчиться» відносно фінансування партії «ОПЗЖ», одним із лідерів якої є кум Путіна Віктор Медведчук, а офіційним спонсором цієї політсили і обраним депутатом є Григорій Суркіс.

#### Андрій Богдан: «незаслужене» звання та грамота від Азарова
У вересні 2019 року «Схеми» оприлюднили інформацію про те, що Андрій Богдан, який на той час очолював Офіс президента Володимира Зеленського, був у складі урядової делегації на чолі з Миколою Азаровим, яка літала на переговори в Санкт-Петербург 19—20 листопада 2013 року. Уже наступного дня після повернення делегації з РФ, український уряд різко змінив геополітичний курс у бік Росії, зупинивши підготовку до підписання Україною Угоди про асоціацію з Євросоюзом. Це рішення уряду викликало спротив українців і вилилось у затяжну та драматичну Революцію гідності.
Більше того, журналісти також встановили, що вже в розпал Євромайдану Микола Азаров нагородив Андрія Богдана почесною грамотою Кабінету міністрів України (відповідне клопотання датоване 23 грудня 2013 року). Журналісти також звернули увагу, що Богдан залишався працювати в уряді протягом усієї Революції гідності і був звільнений лише 5 березня 2014 року вже за нового прем'єр-міністра Арсенія Яценюка.
Про те, яка саме була позиція Богдана щодо зміни геополітичного курсу в бік Росії, від нього самого дізнатись не вдалось: він систематично відмовлявся відповідати на запитання журналістів-розслідувачів.
Окрім того, «Схеми» дізналися, що тодішній голова ОП Андрій Богдан у 2007 році указом глави держави отримав державну нагороду «Заслужений юрист України» за те, чого по факту так і не відбулося: «за повернення „Нікопольський заводу феросплавів“ до держави». Однак на момент подання вже майже два місяці як було відомо, що завод так і не повернувся у державну власність. Верховний суд скасував усі попередні рішення та направив справу щодо цього заводу на новий розгляд, який зрештою закінчився програшем держави.

#### Монополіст «під прикриттям»
У 2019 році холдинг «Метінвест» українського олігарха Ріната Ахметова та народного депутата «Опозиційного блоку» Вадима Новинського став власником п'яти із восьми коксохімічних заводів, розташованих на підконтрольній Україні території. Така монополізація галузі відбувалась фактично із введенням в оману членів Антимонопольного комітету — йдеться у розслідуванні «Монополіст „під прикриттям“ авторства Надії Бурдєй у рамках спільного проєкту програми „Схеми: корупція в деталях“, видання „Українська правда“ та ГО „Центр протидії корупції“.
Водночас, в АМКУ заявили, що не знали про концентрацію „Метінвестом“ частки в „Южкоксі“.

#### „Хорошковський повертається“
Восени 2019 року журналісти програми „Схеми“ помітили, що колишній голова СБУ й ексвіце-прем'єр часів Януковича Валерій Хорошковський після перемоги Володимира Зеленського на виборах став регулярно прилітати в Україну та навідуватися в Офіс президента: лише від початку жовтня журналісти зафіксували щонайменше два його візити на Банкову.
Журналісти також розповіли, що за час президентства Зеленського літак, яким користується Хорошковський, вже шість разів прилітав в Україну. Хоча за останні три роки президентства Порошенка був тут лише двічі. Також „Схеми“ звернули увагу на те, що починаючи з 2016 року (раніше дані сервісу Plane Finder недоступні), літак Валерія Хорошковського регулярно відвідував Російську Федерацію — сумарно за три роки літак приземлявся у Москві 16 разів.
Під час пресмарафону в жовтні 2019 року „Схеми“ поцікавилися у президента України Володимира Зеленського, чи обговорюється повернення Хорошковського в публічну політику та чи розглядається його кандидатура на високу посаду у „владі нових облич“? На що президент відповів: „З паном Хорошковським я дійсно зустрічався на Банковій. Я цього не приховую. До нього (Хорошковського — ред.) було одне, дуже серйозне питання — і це дуже серйозне питання ми з ним обговорювали. Я не можу поки сказати, яке — якщо можна. Ніякої посади не може бути“. Проте, вже у червні 2020 року Зеленський в інтерв'ю виданню „Українська правда“ заявив, що все ж таки пропонував Валерію Хорошковському очолити митницю.

#### „Формула Єрмака“
У жовтні 2019 року „Схеми“ оприлюднили інформацію про те, що тодішній помічник президента Володимира Зеленського Андрій Єрмак, якого називали головним переговорником із Заходом та Росією, через комерційні структури пов'язаний із громадянином Росії, наближеним до російської владної верхівки.
Згідно з офіційним реєстром юросіб, Андрій Єрмак та росіянин Рахамім Емануїлов є співвласниками двох українських фірм: ЗАТ „Інтерпромфінанс Україна“ та ТОВ „М. Є. П.“. Як дізналися журналісти, цей же Рахамім Емануїлов — бенефіціар фірми „Інтерпромторг“ (Москва), що значиться серед засновників російського „Інтерпромбанку“. Іншим акціонером цього банку є член партії „Єдина Росія“, член Ради Федерації, сенатор від Камчатського краю Валерій Пономарьов. Російській ЗМІ називають його найбагатшим сенатором Росії. Пономарьов також відомий тим, що власницею вілли, яку певний час приписували Путіну в Іспанії, виявилася його донька. Серед членів ради директорів „Інтерпромбанку“ є Іван Садчіков — зять першого заступника керівника апарату уряду РФ Сергія Приходька.
У письмовому коментарі „Схемам“ Андрій Єрмак зазначив: „Рахамім Емануїлов — старий знайомий мого батька…. 20 років тому, в 1999 році, Рахамім Емануїлов попросив мене допомогти йому зареєструвати компанію на території України, оскільки планував займатися консультаційною діяльністю з питань торгівлі. Я допоміг йому як юрист. Ніяка господарська діяльність через цю компанію в результаті не велася. В останній раз ми спілкувалися близько десяти років тому — я вітав його по телефону з днем народження“.
Водночас, як відзначають „Схеми“, вони проаналізували фінзвіти обох компаній, в яких Андрій Єрмак та Рахамім Емануїлов значилися співзасновниками, і діяльність яких досі не припинена, згідно з офіційним реєстром Міністерства юстиції. Одна з них, ЗАТ „Інтерпромфінанс Україна“, дійсно, з 1999 року не показувала доходів. Втім, друга, ТОВ „М. Є. П.“ за 12 років з моменту заснування насправді отримала доходів на майже 40 мільйонів гривень.

#### Кіпрська таємниця „слуги народу“ Холодова
Восени 2019 року „Схеми“ опублікували підтвердження того, що народний депутат від „Слуги народу“ Андрій Холодов пов'язаний із тютюновим бізнесом — а, отже, лобіюючи у Верховній Раді правку, що збільшує заробітки для роздрібних торговців тютюном, він відстоював свої інтереси.
У розслідуванні журналісти доводять, що родина депутата Холодова має стосунок до повного циклу дистрибуції цигарок — від гуртової закупівлі у виробників (через фірму „Сіті Трейдінг Компані“) до розповсюдження цих партій у кіоски (власник кіосків — „Київ Маркет Солюшн“) і роздрібного продажу у цих кіосках через дві фірми („Віктрум“ та „Інтертабако“)». Зокрема, журналісти виявили, що фірма-власник кількох сотень столичних МАФів для торгівлі цигарками — «Київ маркет солюшн» — була заснована в родинному маєтку Холодова на Кіпрі, а компанії, які ведуть фактичний продаж тютюнових виробів у цих кіосках — «Віктрум» та «Інтертабако» — теж із ним пов'язані, хоч це і ретельно замасковано за підставними власниками та неіснуючими адресами реєстрації цих фірм. Водночас сам Холодов публічно заперечував те, що має якісь інтереси у торгівлі цигарками. «Ніякого тютюнового бізнесу в мене ніколи не було», — писав він у Facebook.
Після публікації розслідування депутат Холодов заявив, що кіпрська компанія, на яку заведений викритий журналістами бізнес, була продана «іншому власнику» ще в 2018 році, втім, не розповів, кому саме. Крім того, він пригрозив журналістам «Схем» судом — та вже після подачі позову до суду «слуга народу» передумав судитися з журналістами-розслідувачами програми «Схеми».
Разом із тим, після публікації розслідування «Схем» за народного депутата Холодова взялися детективи НАБУ: там відкрили кримінальне провадження щодо народного депутата («за фактом можливого вчинення кримінального правопорушення, передбаченого ч. 2. ст. 15, ч. 2. ст. 364 Кримінального кодексу України, а саме: закінченого замаху на вчинення злочину у вигляді зловживання владою або службовим становищем»). Також НАЗК вирішило перевірити, чи діяв депутат від «Слуги народу» Андрій Холодов в умовах реального конфлікту інтересів, коли лобіював законодавче нововведення, що має покращити фінансові умови для тютюнового бізнесу, до якого він та його родина мають стосунок. Зрештою там виявили ознаки корупції в діях «слуги народу» Холодова, бо він як депутат «діяв у власних інтересах».
Своєю чергою, у фракції «Слуга народу» не побачили нічого протизаконного у діях свого однопартійця, народного депутата Андрія Холодова, якого журналісти викрили на зв'язку з тютюновим бізнесом та лобіюванні у Верховній Раді законодавчого покращення умов його ведення. Керівництво президентської фракції, навпаки, виправдовувало його.

#### «Тайна вечеря»: непублічна зустріч Богдана з Коломойським
Наприкінці грудня 2019 року «Схеми» опублікували інформацію про те, що тодішній керівник Офісу президента Зеленського Андрій Богдан таємно зустрічався з олігархом Ігорем Коломойським та його бізнес-партнерами в закладі в центрі Києва.
Так, увечері 25 грудня 2019 року журналісти зафіксували автівку Андрія Богдана Tesla припаркованою поблизу п'ятизіркового готелю Premier Palace в центрі Києва. І помітили, як із будівлі вийшов його водій разом з охоронцем. Згодом до ресторану готелю приїхали олігарх Ігор Коломойський та бізнес-партнер і співвласник студії «Квартал 95» Тімур Міндіч.
Журналісти зайшли до закладу і побачили, що особистий охоронець Богдана і особистий охоронець Коломойського очікували біля входу в окрему приватну кімнату ресторану, де і відбувалася зустріч. Пізніше знімальній групі вдалось зафіксувати, як звідти вийшли представник неформальної групи «Приват» Михайло Кіперман, ексдепутат і товариш олігарха Євгеній Гєллєр, Тімур Міндіч і сам Ігор Коломойський. Особистий охоронець Богдана рушив слідом за Гєллєром і Кіперманом і разом із ними залишив ресторан готелю. Він сів у автівку голови ОП, яка розвернулася на бульварі Шевченка та спустилася вулицею, де, у тому числі, розташований підземний паркінг готелю.
Ще під час президентської кампанії «Схеми» виявили, що Андрій Богдан, який на той час здійснював юридичний супровід кампанії Володимира Зеленського, щонайменше п'ять разів від січня 2019 року літав з Києва до Тель-Авіва, де станом на той час мешкав Ігор Коломойський. А також розповіли, що напрямки перельотів Богдана змінювалися відповідно до зміни місця проживання олігарха: спочатку була Швейцарія, потім — Ізраїль. Сам Богдан тоді відмовився говорити про причини відвідування Женеви і Тель-Авіва, посилаючись на те, що це «приватне життя». А Ігор Коломойський підтвердив «Схемам» у коментарі, що Андрій Богдан — його особистий адвокат.

### 2020 рік

#### Зелене світло на Банковій
На початку 2020 року «Схеми» опублікували матеріал про відвідувачів Банкової. Зокрема, журналісти з'ясували, що, попри обіцянки Володимира Зеленського щодо публікації списків відвідувачів Банкової, в Офісі президента офіційно відмовились надати журналістам такий перелік візитерів, пояснивши це конфіденційністю. Таким чином, у Зеленського продовжили практику його попередників — Петра Порошенка та Віктора Януковича, коли імена гостей президентського Офісу втаємничували, відмовляючи в інформації, що дає змогу першим особам держави проводити зустрічі з олігархами, особами із сумнівною репутацією, непомічено для громадськості.
Протягом кількох місяців — у жовтні, листопаді та грудні 2019 року — знімальній групі «Схем» вдалось зафіксувати серед візитерів Офісу президента родичів президентських помічників, друзів Володимира Зеленського з «95 кварталу», бізнесменів — серед яких Андрій Вавриш та Олексій Вадатурський, антикорупціонерів, суддів і люстрованих посадовців часів президента Януковича та з уряду Азарова.

#### «Оманлива відпустка» Зеленського
Журналістам «Схем» вдалося з'ясувати, що секретар Ради безпеки Росії Микола Патрушев приїжджав до міста Маскат (Оман), коли там перебував президент України Володимир Зеленський. Російський силовик-високопосадовець прилетів у ніч з 7 на 8 січня тим же чартерним літаком Bombardier Global Express 6000 з бортовим номером 9H-VJN, який через добу доправив президента України з Маската в Київ. Отримавши інформацію про пасажира з Москви від одного джерела, журналістам вдалось отримати її підтвердження і за допомогою іншого, не пов'язаного джерела — у базі даних про перетин кордону Російської Федерації.
На прохання про коментар Офіс президента заявив: «Президент України Володимир Зеленський не знайомий, ніколи не спілкувався телефоном, не зустрічався і, відповідно, не обговорював жодних питань із секретарем Ради безпеки Російської Федерації Миколою Патрушевим». Крім того, в ОП пригрозили «Схемам» судовим позовом у випадку «подальшого дезінформування населення і недостатньої перевірки інформації редакцією». Водночас у Зеленського проігнорували запитання журналістів про те, з яких причин Зеленський скористався саме тим приватним літаком, яким в Оман прилетів секретар Ради безпеки Росії Патрушев.
Після публікації розслідування в Офісі президента заявили, що підуть до суду, аби вимагати від журналістів спростувань і вибачень, і повідомили, що Зеленський ніколи не зустрічався з Патрушевим (про це заявили і в Кремлі). При цьому журналісти у своєму розслідуванні і не стверджували, що президент України та секретар Ради безпеки Росії мали зустріч. Зрештою Офіс президента до суду так і не звернувся.

#### Таємні українські угіддя олігарха-сепаратиста з «ПМР»
«Схеми» встановили, що придністровський олігарх-сепаратист Віктор Гушан обзавівся в Україні обзавівся в Україні численною елітною нерухомістю, земельними угіддями та має українське громадянство.
Зокрема, знімальна група знайшла літню резиденцію Віктора Гушана — у місті Вилкове Одеської області. Там журналісти побачили кілька маєтків та земельні ділянки придністровського олігарха. У районі затону Базарчук — ділянки річки Дунай — придністровський олігарх оселився в маєтку на 600 квадратів. На площі в 6 тисяч квадратних метрів також розташовані два причали, кілька будівель охорони, човни, сад, виноградники, альтанка та будиночок для гостей. Окрім того, на території також стоїть вишка, яка, за словами охоронця, належить українській телекомунікаційній компанії «Інтертелеком».
«Схеми» з'ясували, що у Вилковому Віктору Гушану також напряму належить ще одна ділянка на узбережжі Дунаю та опосередковано, через фірму «Екофортпост» — складські приміщення. За межами Вилкового, у заповідній зоні, знімальна група знайшла окремі великі угіддя, де відпочиває Віктор Гушан — на острові Лімба, в районі гирла Дунаю Лебединка. Володіння впливового бізнесмена з невизнаної «республіки» «Схеми» знайшли і в одеському передмісті — це вілла у першій лінії від моря, на території закритого містечка «Совіньон». Крім того, ще одна земельна ділянка, яку знайшли «Схеми» і яка належить Віктору Гушану напряму, розташована під Києвом. При цьому, вона має сількогосподарське призначення, а згідно з українським законодавством, мати такі землі можуть лише громадяни України.
Про наявність у Віктора Гушана другого, українського громадянства може свідчити також і те, що згідно з інформацією джерел журналістів у Державній прикордонній службі, у дні, коли Віктор Гушан приїжджав у Вилкове, державний кордон перетинав не іноземець, а громадянин України з таким ім'ям та прізвищем і датою народження. У Державній міграційній служби відмовились прокоментувати факт наявності в «придністровського» олігарха українського паспорту.

#### «Плівки Єрмака»: хто вів запис розмов брата керівника ОП і хто там ще фігурує
29 березня на той час народний депутат від партії «Слуга народу» Гео Лерос опублікував відеозаписи, зроблені прихованою камерою, на яких фігурує брат голови Офісу президента Денис Єрмак. Депутат стверджує, що брат Єрмака начебто «торгував посадами» у владі. Також частина записів оприлюднена у анонімному Telegram-каналі «д'Ермак». На записах видно, як Денис Єрмак зустрічається з різними кандидатами і проводить співбесіди на державні посади у різних сферах. Він розповідає, що його брат — помічник президента, і сам він теж давно і добре знайомий із Володимиром Зеленським. На зустріч із Денисом Єрмаком претендентів приводить його помічник. А підбирати кадри допомагає ще одна людина, яка й здійснила відеозапис.
Керівник Офісу президента Андрій Єрмак заявив, що виступає за всебічне розслідування обставин здійснення цих записів, передусім їхньої правдивості. Він також вважає, що Лерос перейшов «червону лінію», і попередив про відповідальність за «кожне слово брехні».
«Схеми» отримали від народного депутата копію цих записів на день раніше. На «плівках», які опинилися в розпорядженні «Схем», немає чітко зафіксованої передачі грошей безпосередньо самому Денисові Єрмаку. Але помічник Єрмака та автор зйомки між собою детально обговорюють, скільки коштуватиме кандидатові та чи інша посада і як розподіляється отриманий прибуток між учасниками схеми, включно з часткою брата нинішнього голови ОП.
«Схеми» встановили основних учасників переговорів та особу, яка здійснювала запис. Зокрема, з'ясували, що помічника Єрмака звати Сергій Шумський. Він родом із Червонограда, вони з Денисом Єрмаком разом отримували відзнаку 5 роти «Донецьк» полку Дніпро-1 у 2016. Денис Єрмак та Сергій Шумський — співзасновники ГО «Українське бюро національного розвитку». Журналістам також вдалось встановити особу, яка здійснювала запис. Його звати Дмитро Олександрович Штанько. Йому 39 років, і він родом із Харкова. Закінчив Харківський національний університет внутрішніх справ.

#### Венедіктова: білі плями в декларації та неафішовані бізнес-зв'язки її родини
Ще 17 березня 2020 року Ірина Венедіктова була призначена на посаду Генерального прокурора України. Проте журналісти з'ясували, що ще після обрання її народним депутатом та отримання посади голови комітету Верховної Ради з питань правової політики її чоловік Денис Колесник пішов на підвищення в структурі Нацполіції та був переведений до Києва. До цього він працював на посаді начальника відділу протидії кіберзлочинам у Харківській області, а в листопаді 2019 року отримав крісло заступника начальника Департаменту кіберполіції Національної поліції України. Того ж місяця чоловіка Венедіктової підвищили у званні до полковника.
Крім того, журналісти виявили, що ні Венедіктова, ні її чоловік полковник поліції Денис Колесник не вказали у своїх деклараціях за 2019 рік нерухомість, якою користувалися в столиці, хоча обидва того року перебралися до Києва, де отримали нову роботу. Натомість «Схеми» зафіксували, що подружжя на той момент мешкало в центрі Києва в елітному старому будинку у квартирі, оформленій на інших людей. Тоді Венедіктова відмовилася повідомити журналістам, як давно вони з чоловіком мешкають за цією адресою та на якій підставі, а також не пояснила, чому вони не вказали користування нерухомістю в Києві у декларації за 2019 рік, хоча обидва вже працювали у столиці.
Окрім того, журналісти встановили, що брат генпрокурорки Венедіктової — Сергій Венедіктов — тривалий час працював у бізнес-структурах родини тодішнього голови МВС Арсена Авакова та народного депутата VIII скликання Ігоря Котвіцького, останній також особисто виписував йому довіреність на представництво своїх інтересів. І сама Ірина Венедіктова, і її брат відмовилися прокоментувати журналістам ці факти.
Згодом, восени 2020 року, журналісти дізналися, що генпрокурорка орендує державну резиденцію у комплексі відпочинку «Пуща-Водиця» Державного управління справами за цінами, втричі дешевшими за офіційну розрахункову вартість оренди інших будинків на території цього ж комплексу. Своєю чергою, очільниця ОГПУ заявила, що їй було невідомо про занижену вартість оренди держрезиденції у «Пуща-Водиці», у якій вона мешкає — тож вона пообіцяла внести доплату, якщо службова перевірка виявить заниження вартості. Також вона заявила, що планує виїхати звідти протягом кількох днів, щоб «не дозволити суспільству сумніватися». Втім, попри обіцянки, Венедіктова так і не доплатила за проживання на держдачі, оренда якої обійшлась їй утричі дешевше.

#### «Ти не один»: союз Коломойського та Медведчука
Влітку 2020 року журналісти програми «Схеми», дослідивши декларацію проросійського політика Віктора Медведчука, виявили, що він має тісні бізнес-зв'язки у медіа, енергетиці й металургії з олігархом Ігорем Коломойським, який шість років тому називав його кума Путіна «маленького зросту шизофреніком».
Зокрема, Віктор Медведчук вказав у своїй майновій декларації за 2019 рік компанію, яка фігурує у структурі власності ТОВ «Телерадіокомпанія “Студія 1+1”». Відповідно до декларації, його дружина телеведуча Оксана Марченко — кінцева бенефіціарна власниця компанії Bolvik Ventures Ltd із Британських Віргінських островів, яка через ланцюжок інших компаній має у власності 24,66 % у ТОВ «Телерадіокомпанія “Студія 1+1”» (дані станом на 2 березня 2020 року). Згодом у пресслужбі Медведчука повідомили, що ще з 2012 року через ланцюжок компаній він володіє часткою у телеканалах ТОВ «Телерадіокомпанія “Студія 1+1”» та ПрАТ «ТК “ТЕТ”», а з 2016 це право власності перейшло до його дружини, телеведучої Оксани Марченко.
Більше того, як згодом з'ясували журналісти, Медведчук із родиною є партнером Коломойського у трьох обленерго і двох металургійних заводах: загалом через низку задекларованих Медведчуком фірм, його дружина Оксана Марченко володіє частками в бізнесі одразу у декількох стратегічних сферах, а саме — в енергетичних компаніях: ПрАТ «Львівобленерго», ПрАТ «Прикарпаттяобленерго», ПАТ «Запоріжжяобленерго»; металургійних заводах: ПрАТ «Електрометалургійний завод “Дніпроспецсталь”» і АТ «Запорізький завод феросплавів»; логістичних компаніях, які входять у систему так званого Одеського перевалочного комплексу.
На запитання «Схем», чи комфортно вести спільний бізнес з Ігорем Коломойським, який ще в 2019 році в інтерв'ю російському «РБК» називав його «зрадником» і «колаборантом», Віктор Медведчук відповів: «Питання бізнесу — це питання бізнесу. До чого тут ідеологія? Я, наприклад, пана Коломойського, як ви кажете, мого партнера, востаннє бачив років сім тому. А по телефону розмовляв років шість тому. Але ж це не заважає існуванню бізнесу». Сам Ігор Коломойський на запитання, чи комфортно йому бути партнером із Віктором Медведчуком, зазначив, що ніколи не розділяв Медведчука та братів Суркісів: «Я завжди вважав, що вони разом. По яким активам та в якому співвідношенні — це вже інше питання».

#### Переїзд президента Зеленського на держдачу в Конча-Заспі
У липні 2020 року програма «Схеми» повідомила про переїзд президента України Володимира Зеленського на державну дачу на території резиденції «Конча-Заспа» Державного управління справами біля Києва, а саме — в «будинку № 29». У цьому маєтку, також відомому як «дача Ющенка», напередодні зробили ремонт за державний кошт. Як відзначали журналісти, до обрання у владу Зеленський засуджував політиків, які користуються державними пільгами та привілеями за рахунок бюджету та стверджував, що державні резиденції треба «віддати дітям».
Після виходу матеріалу «Схем» про переїзд президента Зеленського на держдачу в Кончу-Заспу Офіс президента підтвердив цей факт: там вказали, що це «тимчасово», і додали, що «глава держави у липні 2020 року продав будинок у с. Іванковичі в Київській області».

#### «Американська мрія» Віктора Медведчука
У вересні 2020 року «Схеми» розповіли, що «Новошахтинський завод нафтопродуктів» (Росія), який на той час контролювала родина голови політради партії ОПЗЖ Віктора Медведчука, збуває свою продукцію американській корпорації ExxonMobil. Доставка відбувається танкерами з нейтральних вод Чорного моря в порт Х'юстона (Техас, США), але контракти укладені не напряму, а через швейцарську фірму-посередника з орбіти депутата Держдуми Російської Федерації. При цьому Віктор Медведчук перебуває під санкціями США з 2014 року.
Журналісти наводять дані міжнародної митної бази ImportGenius. Відповідно до них, продукцію «Новошахтинського заводу нафтопродуктів» у 2020 році щонайменше 6 разів отримала компанія ExxonMobil Sales and Supply LLC (структурний підрозділ американської корпорації ExxonMobil). Ідеться про прямогонний бензин — напівфабрикат, який часто використовують американські заводи, щоб зекономити на нафті. Окрім документального підтвердження цих операцій, «Схеми» відстежили і шляхи танкерів, які доставляють вантаж із Ростова у порт Х'юстона (штат Техас, США), проаналізувавши дані сервісу MarineTraffic.
Суми контрактів тримаються в секреті, але ринкова вартість аналогічного прямогінного бензину у 2020 році коливалась між 30 та 40 доларами за барель, тому в середньому вартість зазначених поставок з заводу російського заводу Медведчука до штата Техас оцінюється у близько 150 мільйонів доларів.
Крім того, журналісти встановили, що газойль (аналог дизпалива) «Новошахтинського заводу нафтопродуктів» (Росія), який контролює дружина голови політради партії ОПЗЖ Віктора Медведчука Оксана Марченко, бензовозами постачається в окупований Росією Крим.

#### «Плівки Тупицького»
Очільник Конституційного суду Олександр Тупицький як районний суддя Донецька у період 2006—2010 років за допомогою впливу та знайомств у суддівському корпусі брав участь у подіях, які призвели до заволодіння майном заводу у місті Зугрес (Донецька область) та, схоже, отримав свою частку у цьому підприємстві через довірену особу. Після цього, вже працюючи заступником голови КСУ, Тупицький намагався відмовити свідка від свідчень правоохоронцям про ці події та заявляв, що хотів би отримати фінансову винагороду за владнання давнього корпоративного конфлікту. Про це свідчить запис розмови за участю Олександра Тупицького, який верифікували, проаналізували, співставили із подіями того часу та публікують журналісти «Схем» у своєму розслідуванні. Сам Тупицький утримався від коментарів по суті поставлених журналістами запитань.
Після публікації цього розслідування «Схем» Офіс генпрокурора викликав голову КСУ Тупицького для вручення підозри у кримінальному провадженні щодо ексголови Вищого господарського суду Віктора Татькова, який підозрюється, серед іншого, і у тому, що він шляхом введення в оману заволодів активами «Зуївського енергомеханічного заводу».
Зокрема, Тупицькому інкримінується вчинення злочинів, передбачених статтею 384 (завідомо неправдиві показання) та статтею 386 (примушування свідка до відмови від давання показань, а також до давання завідомо неправдивих показань та підкуп свідка з тією самою метою).

### 2021 рік

#### Як Єрмак і Зеленський втілюють «Олімпійську надію» Януковича
Журналісти проєкту «Схеми» отримали доступ до листування екскерівника Держінвестпроекту Владислава Каськіва, а також особистих помічників та довірених осіб народних депутатів від ОПЗЖ Сергія та Юлії Льовочкіних. Електронні листи, які охоплюють період з 2014 по 2016 роки, з-поміж іншого, свідчать про те, що Юлія Льовочкіна була причетна до управління рахунками австрійської компанії Teleferic Holdings GMBH. Це одна з компаній, через яку, за версією офіційного слідства НАБУ, були виведені кошти з державного бюджету, призначені на реалізацію проєкту «Олімпійська надія», коли Держінвестпроектом керував Владислав Каськів.
Листування вказує на те, що Юлія Льовочкіна погоджувала трансфер коштів з компанії Teleferic через латвійський банк на рахунки її дочірніх українських фірм, які витрачали їх на скупку земель на полонині Боржава на Закарпатті — якраз у тій місцині, на якій планувалась реалізація проєкту «Олімпійська надія». Наразі ці землі арештовані в рамках кримінальної справи НАБУ за фактом розкрадання бюджетних коштів Держінвестпроекту. Це розслідування триває.
Офіс президента Володимира Зеленського відновив цей проєкт, і Андрій Єрмак у липні 2020 року прозвітував про успішні перемовини з австрійським інвестором Гернотом Ляйтнером, який презентував на Банковій проєкт гірськолижного курорту у Боржаві. Саме на цього австрійця була оформлена компанія Teleferic, включно з періодом, коли рахунками компанії, як свідчить листування, управляли з офісу Юлії Льовочкіної.
Крім того, журналісти встановили, що до будівництва нового курорту в Боржаві «під Олімпіаду Зеленського» причетний екскерівник Держінвестпроєкту Владислав Каськів.
Після оприлюднення цього розслідування у НАБУ журналістам підтвердили, що громадянин Австрії Гернот Ляйтнер, з яким ОП веде переговори про будівництво курорту «Боржава» на Закарпатті, перевіряється на можливу причетність до кримінальних правопорушень у рамках розслідування розкрадання коштів Держінвестпроекту, призначених на реалізацію проєкту «Олімпійська надія» Віктора Януковича. Крім того, Антикорупційне бюро взялося за перевірку і народних депутатів від «Опозиційної платформи — За життя» Юлії та Сергія Льовочкіних.
При цьому, в Офісі президента продовжують обговорювати будівництво курорту «Боржава» на Закарпатті — попри те, що землі, на яких планують його звести, арештовані в рамках кримінального провадження НАБУ, а офіційного інвестора майбутнього курорту австрійця Гернота Ляйтнера перевіряють детективи «на причетність до кримінальних правопорушень».

#### Хроніки свавілля у Конституційному суді
На початку березня 2021 року «Схеми» розкрили залаштунки роботи Конституційного суду України — одного з ключових елементів у правовій системі України, який має забезпечувати верховенство основного закону.
Серед іншого, журналісти встановили, що судді КСУ і досі не поспішають реагувати ні на розслідування стосовно його голови Олександра Тупицького, ні на оголошену йому підозру; влаштовують своїх дружин, дочок та інших родичів помічниками один до одного; колективно пишуть заяви про самовідвід через побоювання у необ'єктивному розгляді в резонансній справі щодо скасування частини антикорупційної реформи, але колективно заплющують очі на це й ухвалюють рішення. Більше того, як відзначають журналісти, конституційні судді і досі, попри вимоги закону, не мають власного етичного кодексу, стандартами якого вони мали б керуватися у своїй професійній діяльності.

#### Хто і як допоміг Медведчуку відновити свій вплив в Україні?
Протягом семи років «Схеми» систематично відстежували ці процеси, значною мірою непублічні, які дали Віктору Медведчуку змогу повернутися в публічну політику після Революції гідності.
Відтак, у березні 2021 року у співпраці з колегами з OCCRP «Схеми» встановили: джерело безперебійного фінансування дісталося Віктору Медведчуку та його соратнику Тарасу Козаку одразу після Майдану, а угода була підписана у день початку силової анексії Криму. Йдеться про частину нафтового бізнесу у Росії, який згодом приносив їм щороку десятки мільйонів доларів.
Офіційні документи кіпрських компаній, які проаналізували журналісти, свідчать про те, що 27 лютого 2014 року — у день захоплення парламенту Криму так званими «зеленими чоловічками» — родини Віктора Медведчука і Тараса Козака стали співвласниками «Новошахтинського заводу нафтопродуктів» у Ростовській області, отримавши 42 відсотки підприємства за 40 тисяч доларів. Також родина отримала під контроль 60 відсотків фірми «НЗНП Трейд», яка на той момент вже мала ліцензію на розробку Гавриківського нафтового родовища у Росії за 1 тисячу доларів. Запаси цього великого родовища оцінюються у майже 137 мільйонів тонн нафти. За оцінками журналістів, «Новошахтинський нафтопереробний завод» починаючи з 2014 року і донині забезпечив родинам дивіденди у розмірі понад 100 мільйонів доларів.
Втім, вже на початку квітня, «Схеми» зауважили, що родина народного депутата Медведчука позбулася шести підприємств у Росії, задіяних у нафтопереробці та нафтопродажу, зокрема і «Новошахтинського заводу нафтопродуктів», який потрапив під українські санкції за те, що за даними РНБО, постачав нафтопродукти в ОРДЛО.

#### Дипломатична спецоперація проти України
«Схеми» виявили масштабну сплановану кампанію проти України, що розгорнулася на «дипломатичному фронті» — в Європейському суді з прав людини, яка була натхненна Кремлем і, скоріше за все, координувалася з Росією і принаймні частково фінансувалася звідти. За повідомленнями журналістів, тисячі скарг на війну на Донбасі надійшли до ЄСПЛ від імені жителів ОРДЛО виключно проти України. А не, наприклад, проти двох держав, де одна — Росія — напала, а інша — Україна — захищає свої кордони.
Однак, проаналізувавши масив цих заяв, «Схеми» з'ясували, що лідерами за кількістю скарг, поданих проти України, є або російські юристи юридичної фірми-партнера російського Міністерства юстиції, або адвокати ОРДЛО, підконтрольні Москвою.

#### Заборонена вечірка Тищенка у розпал локдауну
У час, коли в Києві діяли суворі карантинні обмеження, заклади не приймали гостей, а громадський транспорт був доступний лише за спецперепустками, «Схеми» зафіксували, що заступник керівника фракції «Слуга народу» і кум голови Офісу президента Микола Тищенко відсвяткував день народження своєї дружини в п'ятизірковому готелі Fairmont в центрі столиці.
За підрахунками «Схем», на вечірку зібралися близько 30 гостей. Святкування тривало більше п'яти годин, гості перебували без захисних масок, а вечірка супроводжувалось масштабним салютом.

#### «Орбан. Гроші. Закарпаття»
«Схеми» встановили, що уряд Угорщини роками систематично фінансує Закарпаття, вкладаючи у прикордонний регіон мільярди гривень і нарощуючи вплив в Україні.
Журналісти проаналізували базу даних, яка містить детальну інформацію про розподіл угорської допомоги через один з основних державних фондів — імені Бетлена Габора — за десятирічний період до 2020 року і виявили, що загалом через цей фонд переважно закарпатські угорці отримали понад три мільярди гривень у вигляді грантів.
Доступ до бази даних розподілу безповоротної угорської допомоги надали Сербський центр журналістських розслідувань та словацький — імені Яна Куцяка, запросивши «Схеми» до співпраці. У межах проєкту «Hungarian money: вплив Орбана» журналісти-розслідувачі зі Словаччини, Хорватії, Румунії, Сербії та Словенії опублікували дослідження про справжні мотиви фінансової політики угорського уряду, очолюваного прем'єр-міністром Віктором Орбаном, і його вплив у сусідніх до Угорщини країнах.

#### Мецгер, «ДНР», SkyMall та $60 мільйонів. Розслідування «Схем» про «Укрексімбанк»
Державний «Укрексімбанк» видав$60 мільйонів кредиту донецькому підприємцю Сергію Брюховецькому, який є власником бізнесу на окупованій території у Донецькій області, що сплачує податки у бюджет угруповання «ДНР». Генеральний кредитний договір, датований 28 квітням 2021 року, опинився у розпорядженні журналістів редакції «Схем».
Під час підготовки цього розслідування до знімальної групи «Схем» застосували фізичну силу — в кабінеті очільника «Укрексімбанку» — просто під час інтерв'ю з ним. Євгену Мецгеру не сподобалося запитання журналіста, він наказав підлеглим забрати камери та знищити відеозаписи. «Схемам» вдалося їх відновити за допомогою технічних фахівців — та опублікувати відео.

#### «Переговірник» Фірташа в Офісі Зеленського: що на Банковій робив соратник олігарха з кримінальним минулим
Журналісти «Схем» опублікували фотодоказ того, що соратник олігарха Дмитра Фірташа, громадянин Молдови та РФ Дмитро Торнер відвідував Офіс президента України. Незадовго до цього візиту він був знятий із міжнародного розшуку, а кримінальне провадження щодо використання ним підроблених паспортів було закрите в Україні.
Це сталося попри те, що напередодні виборів до Верховної Ради у 2019 році голова СБУ Іван Баканов та тодішній голова МВС Арсен Аваков публічно закликали Центральну виборчу комісію виключити Дмитра Торнера із виборчого списку «Опозиційної платформи — За життя». Тоді правоохоронці заявили, що він насправді громадянин Молдови Дмитро Некрасов, який «переховується від міжнародного правосуддя».
У Офісі президента не відповіли на прохання журналістів повідомити, з ким саме та з яких питань на Банковій зустрічався Торнер-Некрасов.

#### Лобісти «Харківських угод» у владі Зеленського
«Схеми» з'ясували, президент призначив на різні владні посади політиків, які у 2010 році виступали «за» угоди, відповідно до яких Україна продовжила термін перебування російського Чорноморського флоту в Криму. Серед цих політиків — Руслан Демченко, чинний перший заступник секретаря Ради Національної безпеки і оборони. Лобіювання не було публічним. Усе вирішувалося 26 квітня 2010 року — за день до голосування у Верховній Раді — під час закритого для преси засідання Комітету з питань нацбезпеки та оборони. «Схеми» розшукали в архіві стенограму з того дня. І уважно вивчили аргументи політиків, які тоді просували ідею ухвалення «Харківських угод», а тепер мають високі посади за президентства Зеленського. Там і про «прийнятну» ціну російського газу, і про «активізацію діалогу» з РФ, і навіть про те, що «Чорноморський флот Російської Федерації не стане причиною для активізації терористичної діяльності в регіоні чи нестабільності в Криму».

#### Палац кума Путіна. Як Медведчук під санкціями реконструює родинний маєток під Києвом
Журналісти «Схем» отримали у своє розпорядження унікальні креслення — плани всіх поверхів палацу Віктора Медведчука. Цей будинок звели на колишній території державних дач. Території, яку приватизували на початку 2000-х, за свідченнями екскерівника Фонду держмайна Михайла Чечетова — незаконно, через тиск особисто Віктора Медведчука.
Маєток має більше від сотні окремих приміщень площею понад дві тисячі квадратних метрів. Це два ліфти, шубосховище, басейн, масажна, перукарня, тренажерна зала, склад картин, камінна, кімнати для покоївок, пункт спостереження охорони, власна церква та ще ціла низка об'єктів, які забезпечують спокій, комфорт та, мабуть, відчуття розкоші родині проросійського політика. Дружина Медведчука Оксана Марченко і сама заявляла про готовність на весь світ розповісти про їхній стиль життя, щоправда називаючи його простим і невибагливим.
2022 рік

#### По сусідству з Медведчуком. «Схеми» знайшли у Шуфрича майно в Криму, зареєстроване за законами РФ
«Схеми» виявили у власності родини народного депутата від ОПЗЖ Нестора Шуфрича земельні ділянки та маєток у селищі Сімеїз на південному березі Криму, придбані у 2013 році. Після анексії цю нерухомість у Шуфрича зареєстрували за російським законодавством. Крім того, родина нардепа купувала нерухомість тут і після анексії. А саме, додаткові сотки кримської землі — посвідчивши угоду лише за російськими законами.
Сам Шуфрич підтвердив, що його сім'я має нерухомість на окупованому півострові, але заявив, що оформлення майна в Криму за російськими законами «дозволено українськими законами», хоча це не відповідає дійсності. Юристи, правозахисники та офіційні представники української влади пояснюють, що такі дії — це фактичне визнання дії законів РФ у Криму та легітимізація влади окупантів на українському півострові.

#### Цикл «Стовпи режиму Путіна»
Журналісти програми «Схеми» спільно із проєктом Scanner Project розпочали спільний пошук у країнах Європи досі невідомих активів і нерухомості тих, хто під час військового наступу Російської Федерації на Україну продовжує підтримувати режим президента Росії Володимира Путіна.
Це серія коротких матеріалів про тих, хто публічно декларує любов до «руского мира» і ненависть до Заходу, але натомість скуповує майно у країнах Європейського союзу:
- Олігарх Євтушенков і три вілли у Франції[189]
- Кремлівський авіаконструктор і вілла на Лазуровому узбережжі[190]
- Олігарх Берьозкін і його шість шале у Куршевелі[191]
- Керівник військового концерну і вілла у Каннах[192]
- Євтушенков і нерухомість на 30 мільйонів у Лондоні[193]
- Власник «Шереметьєво» і квартира за $5,5 млн у центрі Лондона[194]
- Родина Євтушенкова і нерухомість в Італії[195]
- «Схеми» знайшли у Сен-Тропе родинну віллу підсанкційного російського олігарха Фрідмана[196]
- Наближена до Кремля «лужниківська» група та нерухомість у Франції[197]

#### «Відкрите небо»: звідки російські літаки атакують Україну
Для здійснення авіанальотів проти України російська армія використовує практично всі придатні для цього аеродроми Білорусі, Росії та окупованого Криму. Звідти авіація РФ бомбить військові та цивільні цілі, обстрілює територію України ракетами, здійснює десантування, використовує гелікоптери. Коли Україна просить західних партнерів «закрити» небо, вони мають на увазі комплекс дій направлений на стримування саме авіації та ракет Росії, які завдають колосальної шкоди військовій та цивільній інфраструктурі України.
Звідки саме летить ця авіація, де вона базується? Скільки військових літальних апаратів зібрала навколо України російська армія? Щоб відповісти на ці та інші питання, журналісти скористалися доступом до системи супутникових знімків та зібрали думку експертів.

#### Втеча з Лук'янівки: «Схеми» ідентифікували військовослужбовця РФ, який кинув танк
25 березня українські військові звільнили від окупантів село Лук'янівка Баришівського району Київської області. Після цього бійці виявили декілька кинутих російськими військовослужбовцями танків Т-72БЗ. Як повідомив журналіст Радіо Свобода Мар'ян Кушнір, в одному з них були знайдені військові технічні документи та медична книжка заступника командира роти з озброєння, який також рятувався втечею. Завдяки цим документам та аналізу сторінок цього військовослужбовця у соціальній мережі «Вконтактє» «Схемам» вдалось його ідентифікувати. Відповідно до медичної книжки, російського військовослужбовця, який втік від контрнаступу українських військових, звуть Штайнер Сергій Дмитрович.
Солом'янський районний суд міста Києва 26 вересня заочно засудив до 9 років ув'язнення військовослужбовця РФ Сергія Штайнера за порушення законів та звичаїв війни, а саме вчинення низки злочинів проти цивільного населення.

#### «Давай там, українських баб ґвалтуй»: ідентифікований військовий РФ із дружиною із «плівок» СБУ
12 квітня СБУ опублікувала фрагмент перехопленої телефонної розмови російського військового з дружиною, в якій вона, сміючись, заохочує чоловіка «ґвалтувати українських баб».
Журналісти «Схем» спільно з російською редакцією Радіо Свобода встановили фігурантів розмови. Чоловік — в минулому строковик Росгвардії, також служив у полку, який брав участь в окупації Криму Росією. З початком повномасштабного наступу на Україну вторгся на Херсонщину.

#### «Схеми» ідентифікують загиблих моряків на крейсері «Москва», хоча в РФ заявляли про «повну евакуацію екіпажу»
Попри заяви Міністерства оборони Росії, що весь екіпаж знищеного силами ЗСУ російського крейсера «Москва» «повністю евакуйований», журналісти «Схем» почали ідентифікацію загиблих російських моряків зі складу екіпажу. Зокрема, вже вдалося встановити особу одного загиблого мічмана «Москви» — Івана Вахрушева, який служив у п'ятій бойовій частині, що відповідала за експлуатаційну безпеку корабля. Військове командування РФ досі не спростувало та не уточнило свою заяву від 14 квітня, в якій стверджувалося, що всі члени екіпажу вижили.

#### Щоденник російського окупанта. Записи офіцера, знайдені в Катюжанці на Київщині
Після звільнення Катюжанки у школі почали знаходити те, що залишили по собі загарбники. Крім окопів, закинутої техніки, знищеної інфраструктури — у шкільних кабінетах можна натрапити на літературу про «Велику вітчизняну війну», радянські енциклопедії, портрети Леніна та розписані дошки зі зверненням військових до українських дітей. І щоденники солдатів. Окопавшись на території школи, військові мали час не тільки на те, щоб описувати побут, звичаї та настрої російської армії. Але й детально розповідати про те, чим саме вони займались на службі. Один із таких щоденників — опинився у розпорядженні «Схем». У ньому військовий, найімовірніше, офіцерського рангу, занотовує свої екзистенційні роздуми — про те, звідки і навіщо армійці приїхали в Україну, аналізує воєнну стратегію РФ та розповідає, як проводив у Катюжанці допити українців.

#### «Я бы им наркотики колола и уши отрезала». «Схеми» ідентифікували дружину військового РФ, яка готова катувати українських дітей
СБУ опублікувала фрагмент перехопленої розмови російського військового з дружиною. У ній жінка скаржилася чоловіку на українських дітей, які опинилися в Росії, і які відмовилися святкувати 9 травня, пояснивши, що це «не їхнє свято». Жінка в деталях описувала чоловіку, як би вона їх за це карала. Зокрема, «резала б им п***ки» та «вирезала звезды на спинах».
«Схемам» вдалося ідентифікувати це подружжя за допомогою даних, які надали співробітники СБУ.

#### «Плеяда у*банів», «Путін— с*ка», «Шойгу— профан». Російські полковники обговорюють керівництво армії РФ— «Схеми»
«Схеми» отримали від одного з розвідувальних органів України ексклюзивні аудіозаписи, на яких російські полковники обговорюють керівників так званої «спецоперації» Росії в Україні. «Шойгу — полностью некомпетентный профан», «Путин — с**а, ёб***й пи***ас», «Дворников — вообще легенда по уе**нству», «наплодили целую плеяду лизоблюдов-уе**нов». Також у розмові вони намагаються виправдати воєнні злочини армії РФ тезами російської пропаганди, які легко розвінчуються. Журналісти отримали дані, за допомогою яких вдалося ідентифікувати співрозмовників та підтвердити автентичність записів.

#### Росія платить солдатам за війну в Україні через «Газпромбанк». Він досі не під санкціями Заходу
«Газпромбанк» — це єдиний великий російський банк, який досі (станом на червень 2022 року) уникнув масштабних західних санкцій — на його рахунки надходить сплата від європейських країн за російський газ та нафту.
Водночас, як встановили «Схеми», через цей банк Міністерство оборони Російської Федерації виплачує зарплатню та «бойові доплати» російським військовим, які ведуть агресивну війну проти України.
Журналістам вдалось встановити військовослужбовців із різних військових частин РФ, які просто зараз отримують в «Газпромбанку» гроші за участь у бойових діях на території України та довести системність цієї співпраці банку з командуванням російської армії.
Пізніше у розпорядженні «Схем» з'явилися нові докази співпраці «Газпромбанку» з командуванням російської армії. Йдеться про виплату грошей через цей банк солдатам 64-тої окремої мотострілецької бригади Сухопутних військ РФ, більше відомої як «бучанські різники». Українська влада вважає військових цієї бригади причетними до масових вбивств у Бучі.

#### Андріївка. Трагедія одного села
«Схеми» дослідили російську окупацію на прикладі одного села — Андріївки Бучанського району, що на Київщині. Вона тривала понад місяць. У маленькому селі, населення якого становить менше півтори тисячі людей, у лютому-березні російські солдати вбили 14 мирних жителів, ще троє людей загинули від бомбардувань. Окрім того, щонайменше двоє жителів села померли від несвоєчасного надання медичної допомоги та відсутності доступу до медикаментів. За час окупації були повністю зруйновані 70 будинків, зазнала суттєвих пошкоджень місцева школа, а дитячий садочок — взагалі зрівняли з землею.

#### «Все дома разъе***или», «Ухо пленному отрезали»: що відбувається на окупованій частині Харківщини?
Обстріл приватних будинків мирних мешканців з усіх видів зброї, катування військовополонених, відбирання їжі у місцевих жителів. Так про так звані «демілітаризацію» та «денацифікацію» у телефонній розмові розповідав, вихваляючись, своїм родичам російський військовий. Ці розмови перехопила Служба безпеки України.
«Схеми» верифікували зміст «плівок», ідентифікували цього російського солдата та підтвердили його слова про скоєні злочини, з'ясувавши, де саме він перебував, спілкуючись із родичами, та проаналізувавши супутникові знімки зруйнованої місцевості. А завдяки телефонним трафікам журналісти змогли прослідкувати рух його бригади територією України.

#### Російські танкери обходять заборону заходити в порти ЄС
Після того, як російським суднам заборонили заходити у порти Євросоюзу, російські танкери все одно експортують нафтопродукти у Європу, перевантажуючи їх на судна під прапорами країн ЄС. Це відбувається у Чорному морі поблизу Румунії. Про це йдеться у розслідуванні проєкту Радіо Свобода «Схеми», журналісти якого проаналізували маршрути російських наливних суден у Чорному морі за допомогою систем моніторингу суден Marine Traffic та Equasis.
Російські танкери, задіяні у схемах, компанії — Volga Shipping (або російською — «Волжское пароходство») бізнесмена Володимира Лісіна. Він очолив рейтинг найбагатших людей Росії за версією російського Forbes у 2022 році.

#### «Зупинити зло». Найбагатший олігарх РФ не під санкціями та виробництво ядерної зброї
Журналісти проєкту Радіо Свобода «Схеми» встановили, що корпорація найбагатшого олігарха Російської Федерації Володимира Лісіна «НЛМК» з 2014 року постачала сталь підприємствам-розробникам російської ядерної зброї. При цьому Лісін може безперешкодно вести бізнес та відпочивати на Заході, наприклад, на своїх французьких віллах, які віднайшли «Схеми». Оскільки США, Британія, Євросоюз досі не застосували щодо нього санкції, на відміну від інших великих бізнесменів РФ. Як і Україна.

#### Український суддя із російським паспортом
Богдан Львов — очільник Касаційного господарського суду у складі Верховного суду. У 2017 році, під час конкурсу до цього суду, він зазначив у своїй анкеті, що не має громадянства іншої країни. Але «Схеми» встановили, що це не відповідає дійсності. Насправді суддя Богдан Львов, окрім українського, має громадянство іншої країни. А саме — Російської Федерації.
Після виходу розслідування, суддя визнав, що в реєстрах РФ є дані про його громадянство, але заявив, що це «якісна підробка» для «дестабілізації роботи судової системи України». 26 та 28 вересня він опублікував два дописи на своїй сторінці у фейсбуці, ставлячи під сумнів окремі документи з розслідування, називаючи його «чистим фейком».
У своєму детальному аналізі «Український суддя з паспортом РФ. Продовження розслідування „Схем“» журналісти в деталях спростовують звинувачення Львова, та покроково підтверджують висновки свого розслідування.
5 жовтня стало відомо, що Голова Верховного суду Всеволод Князєв відрахував голову Касаційного господарського суду Богдана Львова зі штату Верховного суду, про російське громадянство якого раніше розповіли журналісти-розслідувачі «Схем».

## Хроніки перешкоджань редакції «Схем»

### 2015: напад працівників СБУ
У 2015 році співробітники СБУ напали на знімальну групу «Схем», коли журналіст Михайло Ткач і оператор Кирило Лазаревич знімали сюжет про дорогі автомобілі працівників СБУ, що не відповідають їхнім офіційним доходам. Тоді співробітники спецслужби застосували силу до знімальної групи, затримали її, відібрали і зіпсували камеру.
Тодішній голова спецслужби Василь Грицак пообіцяв службове розслідування. Причетні до інциденту співробітники були тимчасово відсторонені, але пізніше — повернулись до служби. Відкрите тоді за фактом перешкоджання журналістській діяльності провадження закрили, в потім на вимогу суду знову відкрили. І так — чотири рази.

За словами адвокатки «Схем» Віри Крат, нею вже було направлено звернення до Європейського суду з прав людини, оскільки вона не вбачала можливостей захистити інтереси журналістів в Україні:
Ця справа зареєстрована, їй присвоєно номер. Тобто ми пройшли перший фільтр в ЄСПЛ.

### 2017: напад співробітників УДО
У 2017 році «Схеми» фільмували гостей весілля старшого сина тодішнього генпрокурора Юрія Луценка, для обслуговування якого використовувались службові автомобілі ГПУ. У той момент, коли закриту вечірку мав залишити тоді ще президент Петро Порошенко, на знімальну групу напали працівники Управління держохорони.

У результаті в оператора Бориса Троценка діагностували струс мозку і пошкодження руки. Згодом керівництво УДО покликало «Схеми» на зустріч: пояснити, що ж, за їхньою версією, насправді сталося.
Там же який горб! Цей військовослужбовець упав, ви ж не будете говорити, що він не упав? Там же отакий горб! У темряві, пісок, спіткнувся, упав і зачепився за оператора.
— так пояснював ситуацію тодішній очільник УДО Валерій Гелетей.
А службова перевірка, за словами Гелетея, ніяких порушень з боку співробітників держохорони не знайшла.
Прокуратура Київської області, яка відкрила кримінальне провадження за фактом нападу на журналістів, його ж і закрила. Потім скасувала своє ж рішення і передала в Державне бюро розслідувань.
Адвокати журналістів направили заяву до Європейського суду з прав людини, станом на липень 2021 року ця справа на розгляді в ЄСПЛ.

### 2017: «Чорні чоловічки» Медведчука
У 2017 році охоронці Віктора Медведчука напали на знімальну групу «Схем», кола та знімала розслідування про його прямі перельоти до Росії — у той час, коли всім іншим цей привілей був недоступний. Біля VIP-терміналу аеропорту «Жуляни» охоронці політика, в масках і балаклавах, накинулися на знімальну групу.
Згодом, у грудні 2017 року, одному з цих нападників оголосили підозру.
Судовий розгляд триває і досі. Інші охоронці Медведчука, які свідчили у суді, повторюють одне і те саме: не були, не бачили, не пам'ятають.
Сам Медведчук тоді подав зустрічну заяву — про втручання журналістів у його приватне життя. Наразі справа закрита.

### 2018: спроба ГПУ отримати дані з телефону головреда «Схем»
У 2018 році Генеральна прокуратура через суд отримала дозвіл на доступ до дзвінків і смс-повідомлень головної редакторки програми «Схеми» Наталки Седлецької за 17 місяців, а також даних про місце розташування її телефону протягом цього часу.
Пізніше тодішній генпрокурор Юрій Луценко переконував: не просив інших даних із телефонів, крім дати перебування біля НАБУ — що, каже, було потрібно для цілей слідства Генпрокуратури: «Тільки дата, тільки в одній соті. Більше нічого нас не цікавить».
Утім, у Європейському суді з прав людини, до якого звернулись журналісти, загрозу помітили. У відповідь на звернення юристів ЄСПЛ безстроково заборонив слідчим отримувати дані з мобільних телефонів журналістки. Спрацювало так зване «правило 39» — фактично наказ для уряду країни утриматися від будь-яких дій.
Зрештою у квітні 2021 року Європейський суд із прав людини виніс рішення по суті, яким повністю задовольнив скаргу журналістки, головної редакторки програми розслідувань «Схеми» Наталки Седлецької у справі проти Генеральної прокуратури України, слідчі якої в 2018 році хотіли отримати доступ до даних із її телефона. Суд визнав, що дії влади несли загрозу розкриття джерел журналістки, яка проводить антикорупційні розслідування, а отже, уряд порушив цим статтю 10 Конвенції про захист прав людини (свобода вираження поглядів). Рішення на користь журналістки судді ЄСПЛ ухвалили одностайно.

### 2019: напад у Чабанах
Навесні 2019 року журналістка «Схем» Катерина Каплюк з оператором Борисом Троценком у селищі Чабани на Київщині шукали відповіді на питання, яким чином віддають у приватні руки державні землі, якими розпоряджається Національна академія аграрних наук України. Тоді двоє чоловіків вдарили оператора «Схем» і зламали відеокамеру.
Пізніше журналісти встановлять: нападник — схожий на голову однієї з громадських організацій, до якої має стосунок і селищний голова. Інші чоловіки — заступники того ж самого селищного голови.
Згодом журналістам надійшла відповідь із Нацполіції на запит щодо розслідування згаданого інциденту в Чабанах: про закриття кримінального провадження «у зв'язку із закінченням строку досудового розслідування». Захист журналістів уже готує оскарження.

### 2019: поширення Портновим персональних даних співробітників «Схем»
У 2019 році колишній народний депутат і ексзаступник голови Адміністрації президента Віктора Януковича Віктора Януковича Андрій Портнов публічно погрожував редакції програми розслідувань «Схеми».
У листопаді 2019 року він опублікував персональні дані водіїв «Схем», які допомагали журналістові програми Михайлові Ткачу готувати розслідування щодо впливу і зв'язків Портнова з новою українською владою. Серед опублікованого — захищена законом інформація: повні паспортні дані й домашні адреси водіїв, номери авто.
Згодом у Нацполіції повідомили як щодо дій Портнова, так і відкрита за його заявою — закриті «у зв'язку з відсутністю складу злочину».

### Серпень 2020: ймовірне прослуховування журналіста «Схем»
8 серпня 2020 року журналіст «Схем» Михайло Ткач повідомив, що виявив вдома ознаки встановлення пристрою для стеження: отвір у стелі на кухні, який виходить на горище над квартирою.
Того ж дня поліція відкрила два провадження: щодо порушення недоторканності приватного життя і незаконного використання прихованих записувальних пристроїв. Правоохоронці оглянули квартиру журналіста та горище над нею, але без спеціального обладнання, яке могло б виявити пристрої для стеження.
Захист журналіста ініціював передачу справи до СБУ через бездіяльність Нацполіції та через те, що провадження щодо стеження — підслідність СБУ.

### Серпень 2020: підпал автомобіля «Схем»
У ніч на 17 серпня 2020 року у Броварах було спалено редакційне авто «Схем». Вже 26 серпня затримали одного з підозрюваних у підпалі — Кирила Баріхашвілі.
Згодом суд арештував його із можливістю застави в приблизно 175 тисяч гривень. За тиждень затриманий її вніс і вийшов з-під варти. Зрештою 11 червня 2021 року Броварський суд Київської області закрив справу Кирила Баріхашвілі.
Крім того, від 30 серпня 2020 року поліція розшукує двох чоловіків, яких підозрюють в організації підпалу автомобіля журналістських розслідувань «Схеми». Про це у серпні 2020 року повідомив начальник поліції Київської області Андрій Нєбитов у фейсбуці. Крім того, він оприлюднив їхні фото та прізвища.
Водночас слідство й досі не називає імен ймовірних замовників.

### Жовтень 2021: напад у кабінеті голови «Укрексімбанку»
4 жовтня 2021 року під час інтерв'ю з на той момент головою «Укрексімбанку» Євгеном Мецгером журналіст «Схем» Кирило Овсяний запитав його про великий валютний кредит під заставу проблемного активу, який банк видав бізнесмену, чия компанія сплачує податки угрупованню «ДНР». Мецгеру не сподобалося запитання і він наказав охороні «забрати камери» в журналістів та «дістати з них касети».
За наказом Мецгера співробітники банку застосували фізичну силу до оператора «Схем» Олександра Мазура, відібрали у нього дві камери та картки, на які здійснювався запис, і видалили записане відео. Журналістам вдалося відновити видалене відео та опублікувати його. 7 жовтня 2021 року «Схеми» опублікували матеріал «Мецгер, „ДНР“, SkyMall та $60 мільйонів. Розслідування „Схем“ про „Укрексімбанк“.
11 жовтня 2021 року Євген Мецгер написав заяву про звільнення, яке того ж дня схвалила наглядова рада „Укрексімбанку“. Згодом було звільнено директора департаменту інформаційної політики „Укрексімбанку“ Володимира Пікалова, директора департаменту банківської безпеки „Укрексімбанку“ Ігоря Тельбізова та начальника управління внутрішньої безпеки „Укрексімбанку“ Олега Осіпова, які також брали участь у нападі.
Під час судового розгляду справи нападу на журналістів, і Мецгер, і Тельбізов, і Осіпов заявляли, що не вважають себе винуватими. Тельбізов підкреслював, що виконував свої обов'язки і нічого не порушував. Мецгер зазначав, що не давав ніяких вказівок відносно журналістів і що його начебто провокували. Осіпов пояснював, що його нібито не було в приміщенні під час інциденту.
14 вересня 2022 року Голосіївський районний суд Києва у справі нападу на журналістів „Схем“ Кирила Овсяного та Олександра Мазура в „Укрексімбанку“ визнав винуватими колишніх голову правління „Укрексімбанку“ Євгена Мецгера, колишнього директора департаменту банківської безпеки установи Ігоря Тельбізова та начальника управління внутрішньої безпеки „Укрексімбанку“ Олега Осіпова і призначив кожному штраф.
Згідно з вироком Євгена Мецгера визнали винуватим за ч. 1 та ч. 3 статті 171 Кримінального кодексу („Незаконне вилучення зібраних журналістом матеріалів і технічних засобів, перешкоджання роботі журналіста, вчиненого службовою особою з використанням свого службового становища“) та визначили покарання у вигляді штрафу у розмірі 3400 гривень (200 неоподаткованих мінімумів доходів громадян) без позбавлення права займати певні посади.
Так само винуватими суд визнав колишніх директора департаменту банківської безпеки „Укрексімбанку“ Ігоря Тельбізова та начальника управління внутрішньої безпеки установи Олега Осіпова. Обох — за ч. 1 та ч. 2 статті 171 та ч. 1 статті 126 („Побої та мордування“). І Тельбізову, і Осіпову суд призначив штраф по 1700 гривень кожному.

## Нагороди
- Вересень 2022 року — журналістка „Схем“ Валерія Єгошина перемогла[243] на конкурсі „Честь професії“ у спецномінації „Сльози окупанта“ з матеріалом „Плеяда у*банів“, „Путін — с*ка“, „Шойгу — профан“. Російські полковники обговорюють керівництво армії РФ»
- Грудень 2021 року — керівниця та ведуча програми журналістських розслідувань «Схеми» Наталка Седлецька отримала[244] нагороду «Свобода ЗМІ», засновану некомерційною організацією Transatlantic Leadership Network (США).
- Листопад 2021 року — «Схеми» отримали[245] премію «Вільна преса Східної Європи 2020» (Free Media Awards).
- Вересень 2021 року — журналісти «Схем» Максим Савчук, Олександр Чорновалов та Любомира Ремажевська отримали[246] нагороду за найкраще розслідування року на Національному конкурсі журналістських розслідувань за матеріал «Американська мрія Віктора Медведчука».
- Серпень 2021 року — журналіст «Схем» Георгій Шабаєв став лауреатом[247] «30 до 30: Хто творить майбутнє українських медіа» (проєкт Премії імені Георгія Ґонґадзе та видання The Ukrainians)
- Червень 2021 року — авторка програми «Схеми» Наталка Седлецька вдруге опинилася[248] в редакційному рейтингу видання «Фокус» «100 найвпливовіших жінок України».
- Грудень 2020 року — журналісти «Схем» Максим Савчук, Олександр Чорновалов та Любомира Ремажевська здобули[249] друге місце на конкурсі журналістських історій DataUp із матеріалом «Американська мрія Віктора Медведчука».
- Грудень 2020 року — журналіст-розслідувач програми «Схеми» Михайло Ткач отримав перемогу в номінації «журналіст року» за версією видання «Українська правда»[250].
- Жовтень 2020 року — авторка програми «Схеми» Наталка Седлецька потрапила[251] до редакційного рейтингу видання «Фокус» «100 найвпливовіших жінок України»
- Серпень 2020 року — програмі журналістських розслідувань «Схеми» присуджено[1] міжнародну премію «Вільна преса Східної Європи 2020» (Free Media Awards) за розслідувальну журналістику.
- Грудень 2019 року — журналістка «Схем» Валерія Єгошина отримала нагороду[252] «Top 30 Under 30» від видання «Kyiv Post».
- Грудень 2019 року — журналісти «Схем» Максим Савчук і Сергій Андрушко здобули перемогу[253] в двох номінаціях конкурсу розслідувань імені Героя Небесної сотні Василя Сергієнка з матеріалами «Зелена родина ру» про російський кінобізнес Володимира Зеленського та «Андрій Богдан. „Незаслужене“ звання та грамота від Азарова в розпал Євромайдану» відповідно.
- Грудень 2018 року — журналістка «Схем» Катерина Каплюк здобула[254] третє місце на V Національному конкурсі журналістських розслідувань та аналітичних досліджень «Є-Розслідування» у номінації «Журналістське розслідування».
- Червень 2018 року — журналістка «Схем» Валерія Єгошина здобула[255] Національну премію журналістських розслідувань за матеріал «Управління захисту власних інтересів».
- Грудень 2017 року — журналіст Михайло Ткач отримав нагороду «Людина року»[256] журналу «Новое время» у номінації «гучні розслідування, які очищують Україну від корупції».
- Грудень 2017 року — авторка програми «Схеми» Наталка Седлецька отримала премію[257] «Світло справедливості».
- Жовтень 2017 року — журналістка Валерія Єгошина отримала премію на конкурсі журналістських розслідувань ім. Василя Сергієнка у номінації «Найкраще розслідування в інтернет-ЗМІ» за спецпроєкт «Спадок у руїнах[258]».
- Травень 2017 року — журналіст Сергій Андрушко отримав нагороду[259] на конкурсі «Честь професії-2017» у номінації «Найкраще подання резонансного матеріалу» за спеціальний репортаж «Гра в імітацію[260]», присвячений реформі державної служби.
- Грудень 2016 року — журналіст Михайло Ткач отримав премію «Телетріумф» у номінації «Репортер»[261].
- Листопад 2016 року — авторка програми «Схеми» Наталка Седлецька отримала нагороду «Top 30 Under 30» від видання «Kyiv Post»[262].
- Травень 2016 року — авторка програми «Схеми» Наталка Седлецька отримала[263] премію ім. Кривенка.
- Грудень 2015 року — Наталка Седлецька отримала[264] нагороду «Людина року» українського журналу «Новое время» у номінації «Високий стандарт чесності».